# Bustarviejo
Bustarviejo es un municipio y villa española de la Comunidad de Madrid. Bustarviejo se asienta en las faldas de la sierra de Guadarrama, en su vertiente meridional. Junto a las montañas, y con un valle frondoso, dista unos 60 km de Madrid.
En otros tiempos villa rica y de gran importancia en la zona, fue perdiendo poder y prácticamente fue olvidado por los capitalinos, hasta que fue redescubierto como lugar de veraneo. Precisamente, ese "olvido" fue el que le hizo conservar el carácter de pueblo serrano. Sin embargo, en las últimas décadas del siglo XX, al igual que en gran parte de la Sierra, se vivió un auge en la construcción de chalés y pisos, esencialmente como segunda residencia.

## Toponimia
El origen del nombre de Bustarviejo es desconocido. Según la teoría más extendida Bustar proviene del latín bos-stare («dehesa o pastizal de bueyes»), al igual que «bostar», palabra que sí aparece en el diccionario de la RAE y significa «boyera». Corral o establo donde se recogen los bueyes». Siguiendo esta misma línea, Joan Corominas afirma en su obra Diccionario crítico etimológico castellano e hispánico que:

Lo que si abunda (también en documentos antiguos, porque en el lenguaje vivo ha desaparecido) es bustar que suele citarse en documentos antiguos entre pertenencias de las heredades junto con los molinos, viñas, tierras, pomares, etc. y que por tanto es más probable que signifique «pastizal de bueyes». De aquí el nombre de lugar «Bustar» (Bustarviejo en el Guadarrama) conocido por la serranilla anónima de Menga la del Bustar. Existe, variante manuscrita, Menga la del Bostar o erradamente Boscar o Bostal.

Otra teoría indica una posible procedencia vasca del nombre. Bustar podría significar entonces «lugar de fuego». Aunque, es cierto que en el pueblo hay apellidos de origen vasco, y es mucho más probable que la primera teoría sea la correcta. Así, en documentos fechados en 1324 y 1352, se pueden encontrar pleitos por las tierras en las que pastaban los bueyes de la, entonces, aldea. En el de 1352, se confirma que las tierras de Bustarviejo eran dehesas «aboyadas y auténticas», es decir, dedicadas únicamente a la cría de bueyes. Estos documentos parecen confirmar entonces la teoría inicial. Es reseñable el hecho de que la presencia de dos bueyes en el escudo de Bustarviejo se decidió sobre la base de la mayor aceptación que tiene la primera teoría (véase la sección Símbolos).
Por último, el sufijo «viejo» se refiere a los remotos orígenes del lugar, con presencia visigoda y romana. Es destacable que esta terminación forma parte de su nombre desde la repoblación que siguió a la Reconquista. En definitiva, Bustarviejo vendría a significar «antigua dehesa o pastizal de bueyes».
Otras teorías más descabelladas indican que el nombre provendría de un supuesto moro que era viejo y se llamaba Bustar. Del mismo modo el pueblo vecino, Valdemanco, habría sido fundado por otro moro que se llamaba Valdés y era manco. Por ser ilógicas y carecer de sentido alguno, no se deben tener en cuenta.

## Símbolos
El escudo heráldico y la bandera de Bustarviejo se encuentran regulados por las disposiciones del Decreto 30/1987 de 9 de abril que se refieren al proceso a seguir para la adopción, modificación o rehabilitación de banderas y escudos por los municipios de la Comunidad de Madrid. El proceso de tramitación se alargó desde febrero de 1989 hasta mayo de 1993, debido a una serie de cambios en el escudo.
El 12 de febrero de 1991, en el pleno de la corporación municipal se acordó adoptar un escudo y bandera idénticos a los actuales, excepto que en lugar de los dos bueyes, tenían dos vacas.
El 26 de julio del mismo año, un nuevo consistorio acordó paralizar el expediente de tramitación para revisar el diseño del escudo y la bandera «con el fin de mejorar su diseño antes de su aprobación definitiva». Especialmente se hacía hincapié en «la sustitución de las vacas del escudo por bueyes, ya que a ellos alude la palabra Bustar y no a vacas, a más de ser el ganado vacuno lechero de muy reciente implantación». Así, el 27 de septiembre el Pleno aprobó sustituir las vacas del escudo por bueyes.
El 15 de octubre el Ayuntamiento de Bustarviejo recibió el acuerdo del Consejo de Gobierno de la Comunidad de Madrid relativo al escudo, pero, por haber sido adoptado el 12 de septiembre, no contaba con el cambio hecho por el Pleno el día 27 del mismo mes. Esta resolución fue publicada en el B.O.C.M. el 28 de octubre y en el B.O.E. el 18 de octubre. Ante tal situación, el Ayuntamiento inició los trámites para modificar el escudo municipal, consiguiendo que el Consejo de Gobierno de la Comunidad adoptara un nuevo acuerdo el 29 de abril de 1993, por el que se sustituían legal y definitivamente las vacas por bueyes. La descripción heráldica es la siguiente:

Escudo Partido. Primero, cortado encajado de plata y de gules, cargado de dos bueyes de lo uno en lo otro; segundo, de gules, un acueducto de dos órdenes sobre rocas, moviente de los flancos, todo de plata. Al timbre, corona real española.

El primer conjunto, los dos bueyes, es una figura empleada, según la terminología heráldica, como parlante y alusiva ya que remite tanto a la etimología de la palabra «Bustarviejo», como a la riqueza ganadera propia del lugar. El segundo conjunto, el acueducto, es frecuente en diversos municipios de la Comunidad de Madrid, y recuerda la antigua dependencia administrativa de los mismos a la Comunidad de Villa y Tierra de Segovia.
Durante el proceso se solicitó la participación de la Real Academia de la Historia y de un asesor heráldico, quienes entregaron sendos informes al Ayuntamiento sobre el diseño del escudo y la bandera.

## Geografía
Bustarviejo se encuentra a 40°51′32″ N del Ecuador y a 3°42′36″ O de Greenwich. A pesar de distar 50 km de Madrid en línea recta, las montañas que rodean al pueblo y el no estar en la ruta hacia algún lugar importante, hacen que en realidad, se encuentre a unos 65 km de la capital por carretera.
Los 57,29 km² convierten al término municipal bustareño en el cuarto más grande de la Sierra Norte. En épocas anteriores, Bustarviejo englobaba los territorios de Valdemanco y Navalafuente, llegando a controlar una parte de los terrenos que actualmente corresponden a Cabanillas de la Sierra.
Bustarviejo limita con Miraflores de la Sierra al sudoeste, con Canencia al noroeste, con Garganta de los Montes al nordeste, con Valdemanco al nordeste, con Navalafuente al sudeste y con Guadalix de la Sierra al sur.

### Orografía
| 1800 - 1899 m 1700 - 1799 m 1600 - 1699 m 1500 - 1599 m | 1400 - 1499 m 1300 - 1399 m 1200 - 1299 m 1100 - 1199 m | 1000 - 1099 m 900 - 999 m 800 - 899 m |

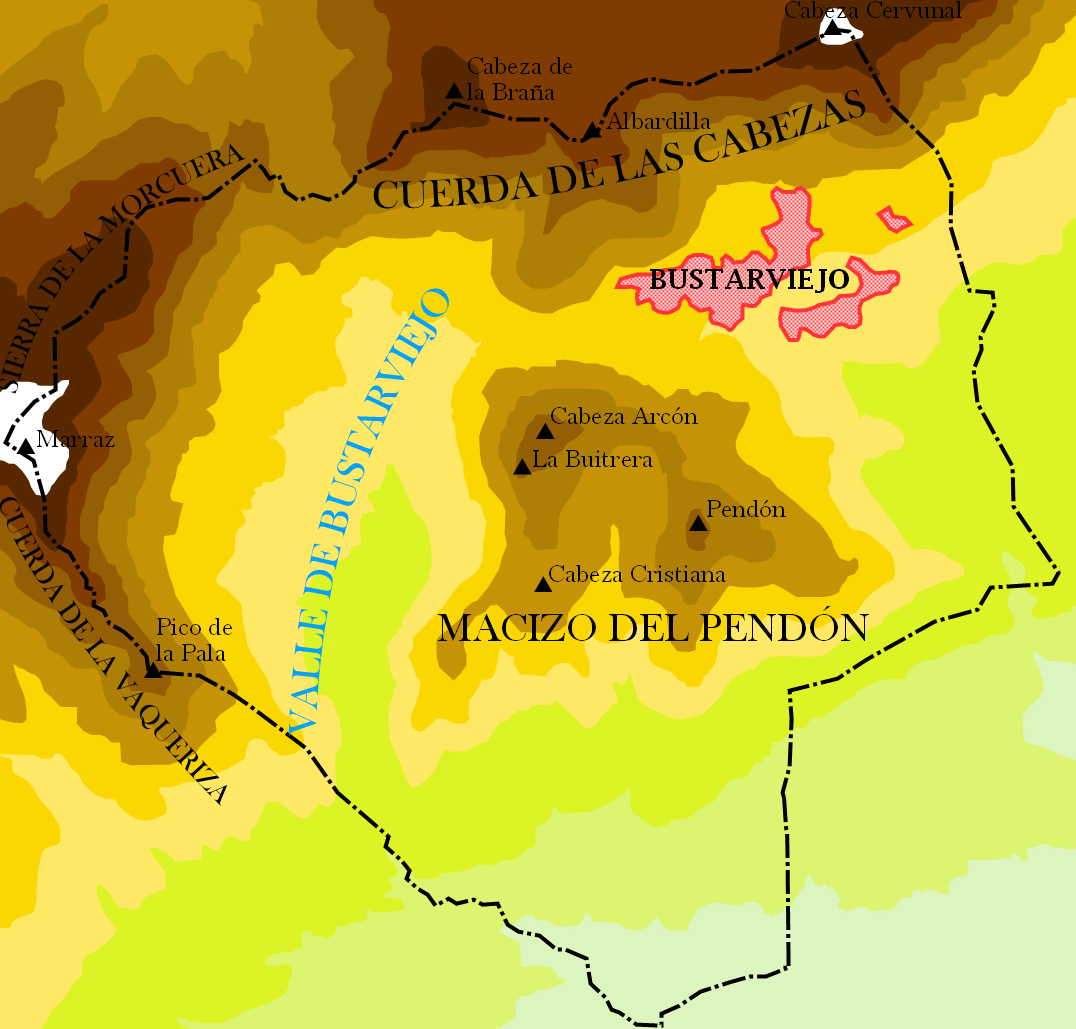
Relieve de Bustarviejo representado por tintas hipsométricas:
1800 - 1899 m
1700 - 1799 m
1600 - 1699 m
1500 - 1599 m
1400 - 1499 m
1300 - 1399 m
1200 - 1299 m
1100 - 1199 m
1000 - 1099 m
900 - 999 m
800 - 899 m

Con una altitud de 1222 m, Bustarviejo es el cuarto pueblo más alto de la Sierra Norte y el quinto de la Comunidad de Madrid. El término es muy montañoso, como demuestra la diferencia entre su altura máxima: 1866 m (Cumbre del Marraz) y su altura mínima: 865 m (Dehesa de Navalmadero).
En Bustarviejo hay tres formaciones montañosas claramente diferenciadas. Una al norte del municipio, otra al oeste y otra al Sur. Todas ellas están formadas por granito o gneis.

#### Zona Norte o Cuerda de las Cabezas
Las faldas de la primera zona montañosa sirven de asiento al pueblo. Se trata de una serie de cumbres redondeadas de cuyas laderas asoman gran cantidad de peñascos que sirve de frontera natural con Canencia y Garganta de los Montes. Aunque no tiene ningún nombre, siguiendo las indicaciones de la obra Bustarviejo. Un pueblo de la Sierra Norte, bien podría denominarse Cuerda de las Cabezas por estar formada por tres cimas redondeadas (cabezas): Cabeza Cervunal (1833 m), la Albardilla (1662 m) y Cabeza de la Braña (1776 m). Es una zona rica en pastos y agua como demuestra el hecho de que las parcelas valladas llegan a gran altura. Aunque también hay grandes rocas graníticas salpicando las laderas, especialmente en el Cancho de Mondalindo, que contrastan con las suaves cumbres.

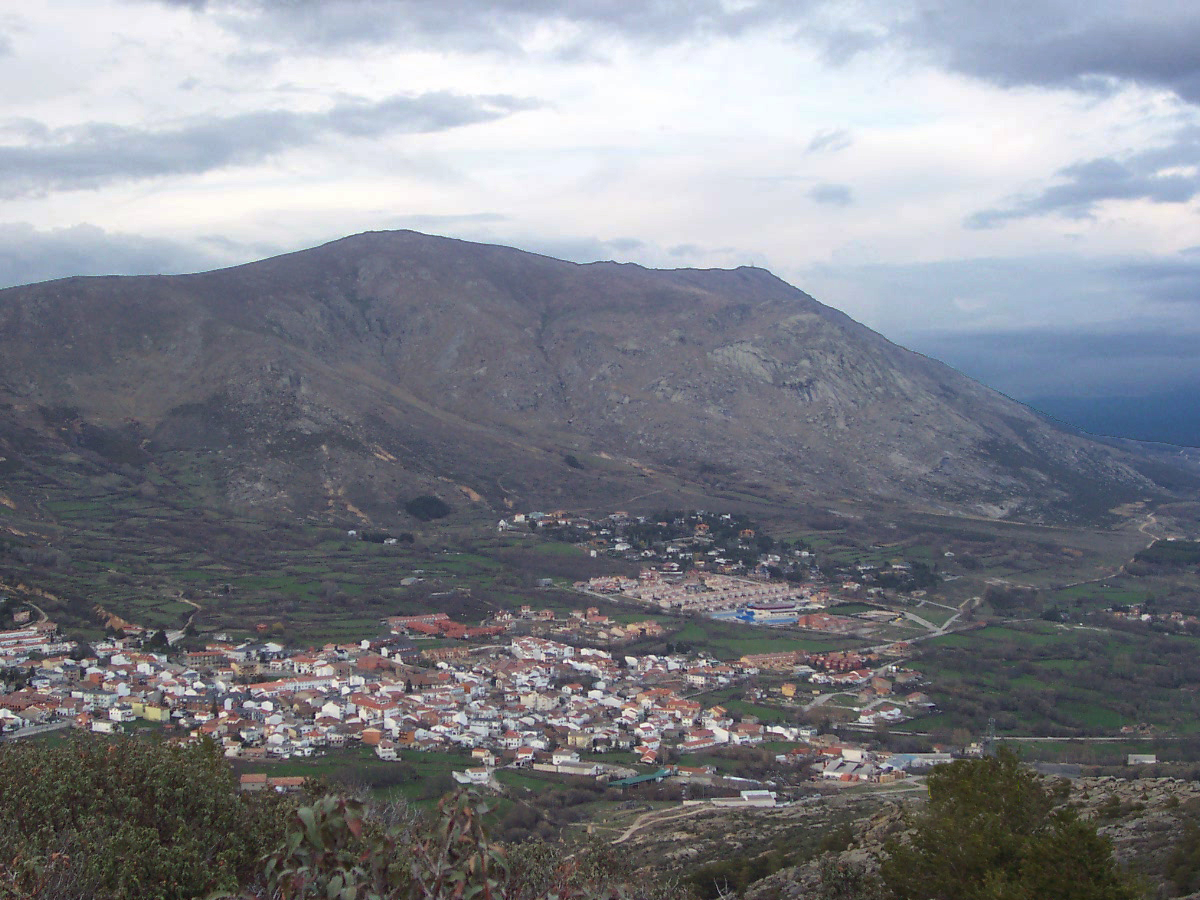
Vista general de Bustarviejo con Cabeza Cervunal detrás y el Cancho de Mondalindo sobresaliendo en la ladera, a la derecha

Cabeza Cervunal es el punto de unión de los términos de Bustarviejo, Valdemanco y Garganta de los Montes. Desde el pueblo esta cumbre parece otra montaña que surge tras la gran cresta del Cancho de Mondalindo, pero en realidad el Cancho forma parte de la misma montaña. Esto ha dado lugar muchas veces a denominar erróneamente a la cumbre como Mondalindo, y más desde que, al poner allí un vértice geodésico, lo bautizaran con ese nombre. También, es cierto que esta es la más conocida de las montañas de Bustarviejo. En el Libro de la Montería de Alfonso XI, de principios del siglo XIV, ya es citada con el nombre de Peña de Muño Linda. También la encontramos en una oración popular contra las tormentas:

Virgen del Espinar
llévatelo a Mondalindo
que tiene buen costillar

También existe una leyenda sobre un supuesto tesoro escondido en las entrañas de la montaña:

Mondalindo, lindo, lindo,
quien te vea te desea;
quién cogiera la moneda
que debajo de ti queda

Junto con esta leyenda se entremezcla otra sobre una mora que la mañana del día de San Juan (24 de junio) sale de una cueva en lo alto del monte y peina sus cabellos en la Fuente del Agua Fría, donde nace el arroyo de Mondalindo.
En la zona también destaca la Peña de las Monjas, un conjunto de rocas graníticas que, desde una cierta perspectiva, parecen tres monjas rezando, dos sentadas y una de pie. La "monja" que está de pie resulta ser una aguja rocosa de más de diez metros de altura.

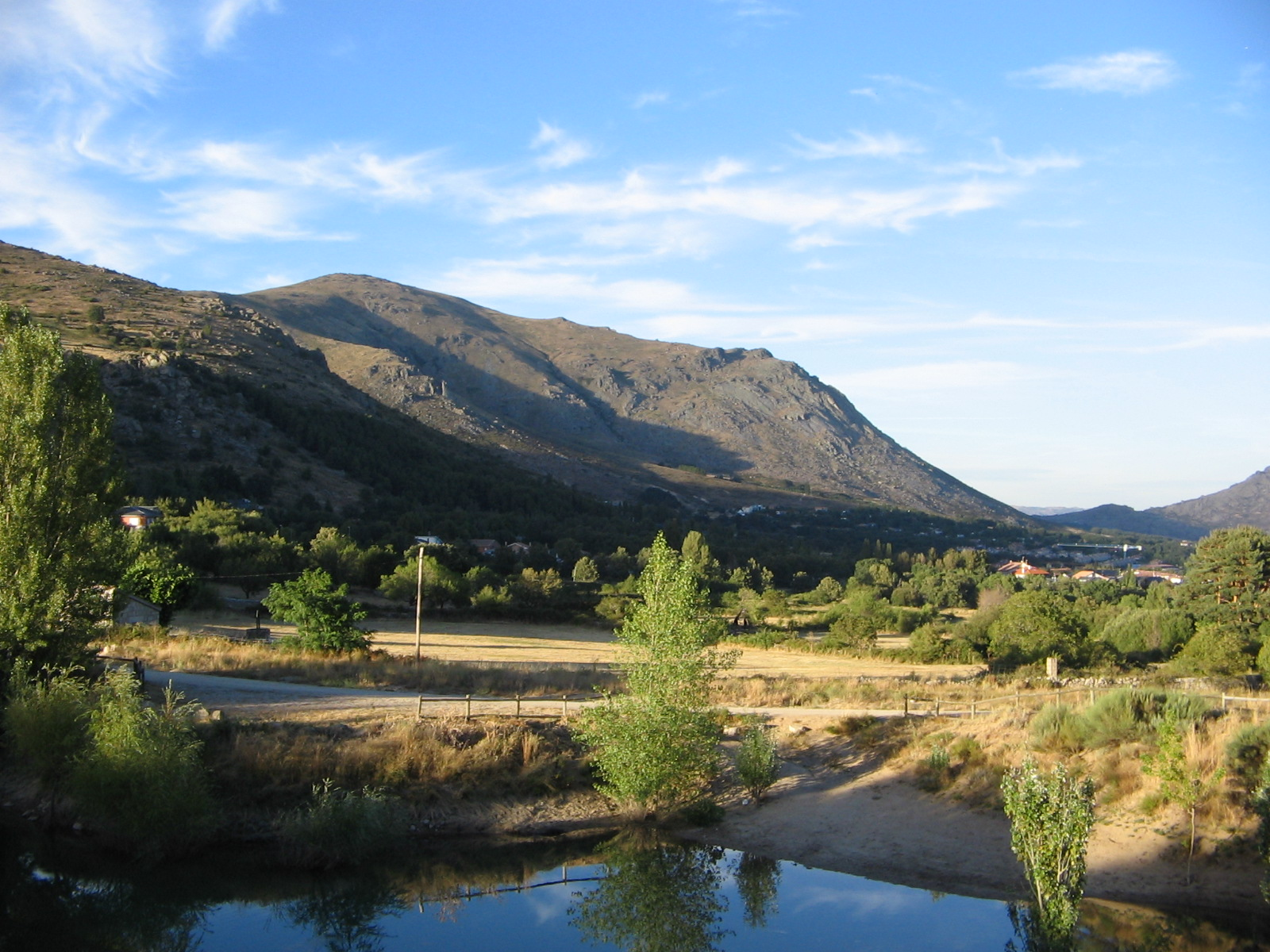
Cabeza Cervunal destaca tras las faldas de la Albardilla (en primer plano). A la derecha el Cancho de Mondalindo

En la zona de la Albardilla la abundancia de agua y buenos pastos han hecho que las parcelas llegaran hasta los 1500 - 1550 metros, es decir, a poco más de 100 metros de la cumbre. Durante un tiempo, las aguas de esta montaña eran las que salían de los grifos del pueblo, lo que provocó que varios pozos se secaran. El Cancho de los Abanto sobresale de la Albardilla a modo de espolón, creando dos grandes laderas: la Ladera del Hoyo que mira hacia el municipio, y la Ladera de Juan Blasco que mira hacia el Valle.
La Cabeza de la Braña domina el Valle desde el norte. En la zona destaca el Collado Abierto (1617 m), por donde pasaba el antiguo camino a Canencia. Igualmente destacables son la Peña de las Grajas y la cuesta de la Plata, que se encuentra bajo los grandes peñascos de la anterior.
Esta zona montañosa termina con dos pasos de montaña muy próximos entre sí: el Collado Cerrado o Hermoso (1481 m) y, a 750 metros, el Puerto de Canencia (1503 m). El primero pasa desapercibido (de ahí su nombre, «Cerrado»), siendo el segundo el lugar de paso de la carretera M-629 que une Miraflores con Canencia.

#### Zona Oeste
La segunda zona montañosa, al oeste del municipio, está formada por el final de la sierra de la Morcuera y por la Cuerda de la Vaqueriza. Sirve de frontera natural con Miraflores de la Sierra y con Canencia. Destaca el Marraz que, con sus 1866 m, es el punto más alto de Bustarviejo, y el final de la sierra de la Morcuera. Esta cumbre aparece en los mapas como Perdiguera, nombre del vértice geodésico allí colocado. Al igual que ocurre con Cabeza Cervunal, al vértice se le bautizó con el nombre de un paraje cercano, dejando en un segundo plano a la denominación correcta.
Destaca especialmente los Canchos de la Quebrada, a unos 2 km al norte del Marraz y al pie de La Perdiguera (paraje del que tomó el nombre el vértice antes mencionado). Formados por grandes riscos de gneis con crestas de 100 metros de desnivel y cantos muy afilados.
En las cercanías de la cumbre, en la ladera del valle, se encuentra el Cancho Prieto, cuyo nombre hace referencia a su color oscuro, el Cancho de Viceáguila y la Peña de la Genciana. Aunque esta última es denominada en ocasiones como Junciana, el nombre Genciana parece aludir a la planta homónima, que crece en la zona.
Más al sur, se encuentra el pico de la Pala o Peña de la Pala (1542 m), que aunque no es excesivamente alto, domina al vecino Miraflores de la Sierra.

#### Zona Central o Macizo del Pendón

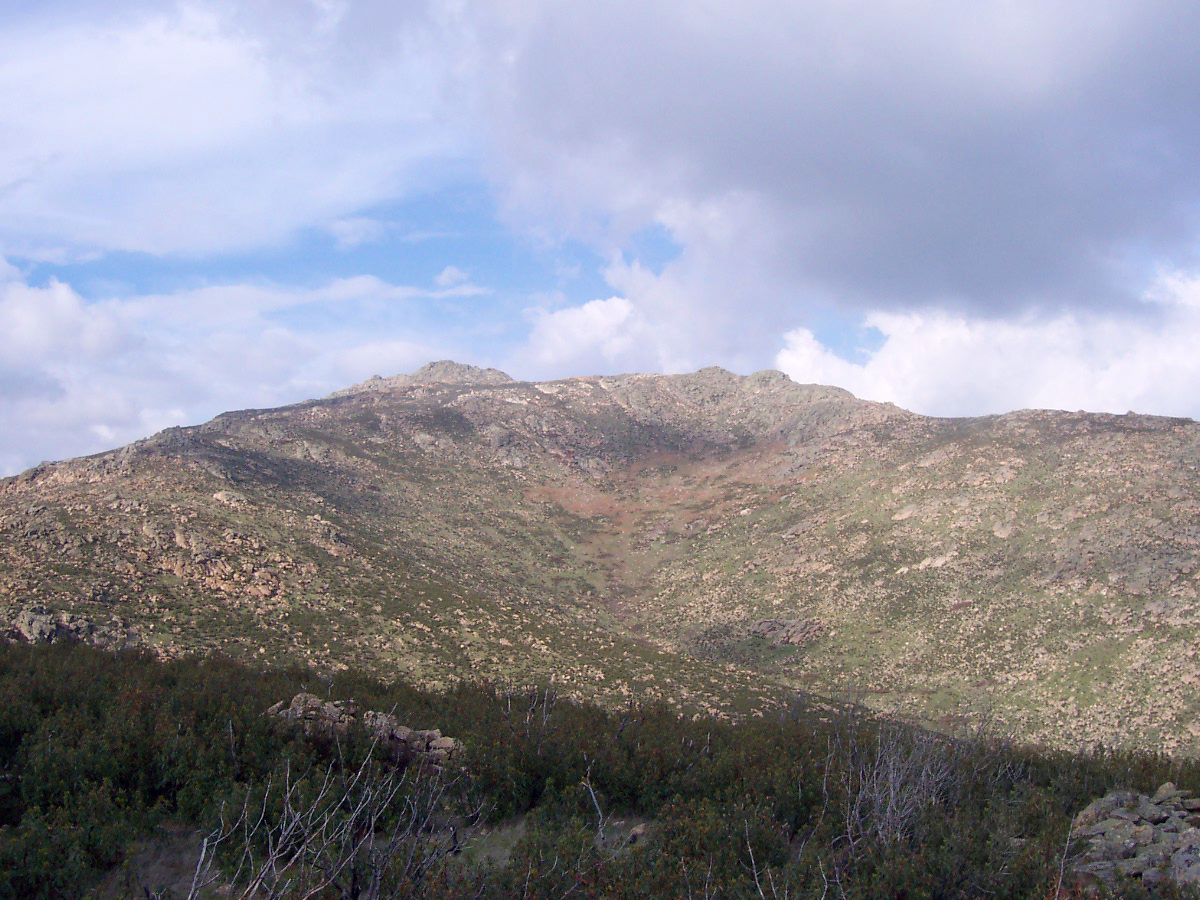
Cara sur del Pendón

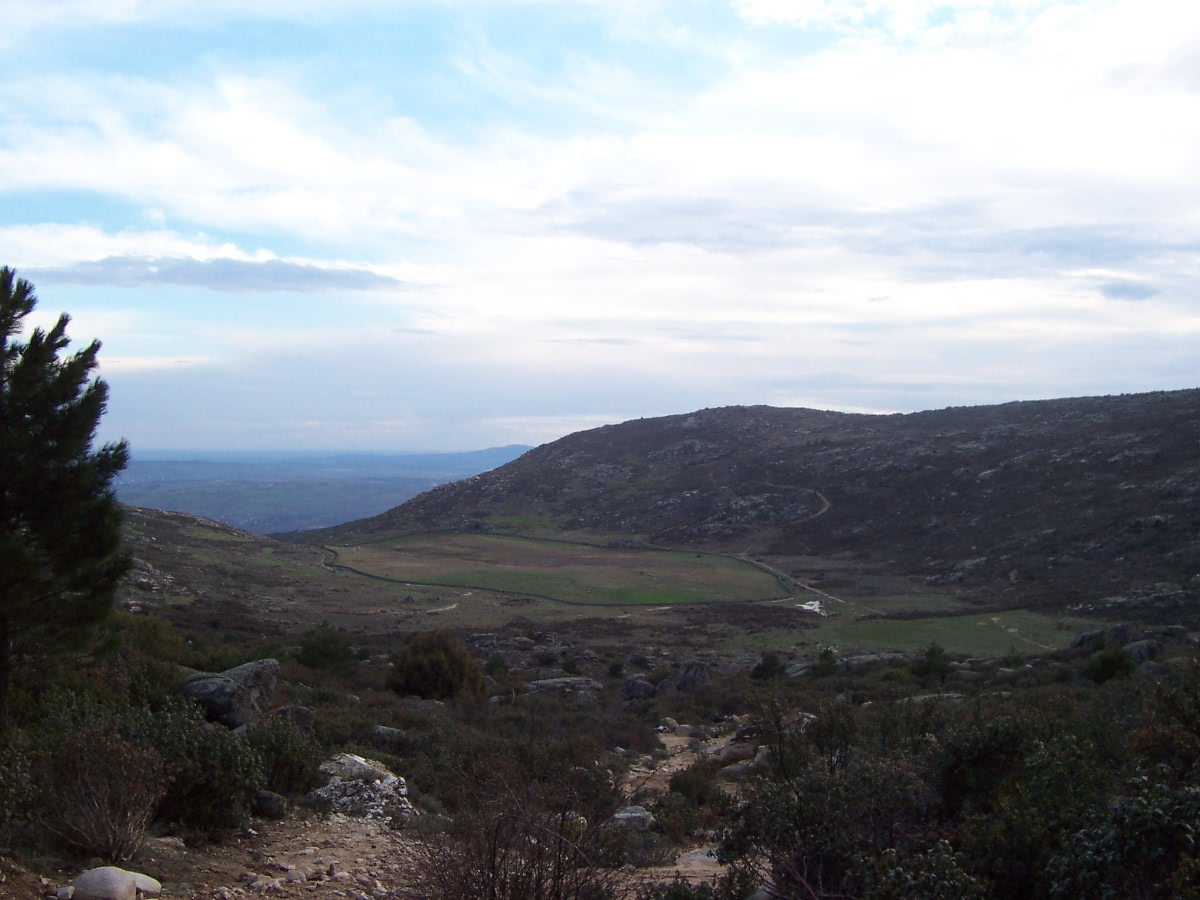
El Badén

La tercera zona montañosa queda totalmente en tierras de Bustarviejo. El punto principal es el Pendón, un cerro granítico de 1545 metros.
Entre Bustarviejo y el Pendón se encuentra la Alberiza, formada por grandes canchos redondeados de ligeras pendientes. En general, la vegetación en la zona es prácticamente nula.
Más al este se encuentra Cabeza Arcón (1567 m). Su ladera norte está cubierta por un bosque de pinos de repoblación que se ha convertido en refugio de muchos pájaros de todo tipo.
Entre el Pendón y la Cabeza Arcón se encuentra el Badén. Una pequeña nava de propiedad privada de 430 metros de norte a sur y 210 de este a oeste en sus máximas anchuras. A pesar de su aspecto de valle glaciar, jamás ha habido uno allí situado. En realidad se trata de un valle periglaciar, es decir, que su formación guarda muchas similitudes con las de un valle glaciar. Al sur, el final de las laderas del Pendón y de Cabeza Cristiana dejan un pequeño estrechamiento que sirve de desagüe del Badén, donde nace el Arroyo de Navacerrada, cuyo nombre hace referencia a su lugar de nacimiento, pues nava no es otra cosa que aquella «tierra sin árboles y llana, a veces pantanosa, situada generalmente entre montañas».
En la cresta descendiente de Cabeza Arcón hacia el sur, se encuentra la Buitrera, formada por unos gigantescos bloques verticales de granito de facies marginal. Su risco principal es el Cancho del Reloj (Piedra del Mediodía para los Bustareños), que antiguamente servía para saber la hora desde el Valle.
Más al sur se encuentra Peña Hueca, aunque por fuera parezca un risco normal, como su nombre indica está hueca por dentro. Se conoce que en las rocas de granito se forman «pilas» al descomponerse parte de la roca. Pero en este caso la roca es gneis, mucho más dura que el granito, el hueco es enorme, y lo más importante, el agujero de entrada no se encuentra en la parte de arriba de la roca, sino abajo.

### Hidrografía
A pesar de tener un término municipal bastante rico en manantiales, como demuestra la gran cantidad de fuentes que abundan en la zona, no es tierra de buenos ríos. Los arroyos y manantiales abundan en el Valle y escasean en la zona del Pendón y al sur del territorio.
La mayoría de los arroyos son torrenciales: caudalosos y violentos sólo en tiempo lluvioso o tras el deshielo. Pero al llegar el verano los caudales disminuyen drásticamente y muchos se secan.
El arroyo del Valle es el más importante, aunque, al igual que el resto de corrientes de agua, al llegar el calor queda muy reducido. Es el arroyo con más afluentes, entre los que destacan el arroyo de la Mina, que nace en el Collado Abierto; el arroyo de los Tejos, que nace al pie del Collado Cerrado; el arroyo Sardinero, que brota entre los Canchos de la Quebrada; el arroyo Verdino, que mana al pie del Cancho Prieto; el arroyo Turbio, que nace cerca del anterior; y el arroyo del Collado, que brota cerca de la Fuente del Collado. El arroyo del Valle desemboca en el río Guadalix o río Miraflores.
También es importante el arroyo de Gargüera o de Gargüeña que recibe las aguas de la zona del pueblo. Sus principales afluentes son: el arroyo de la Hijuela, unión del arroyo de Mondalindo con el de los Canalizos; el arroyo del Bustar, que nace en la Fuente homónima; el arroyo de las Ferminas, que mana cerca del anterior; y el arroyo de la Puerta del Cura, que nace en las cercanías de la Alberiza. El arroyo de Gargüera va a parar al embalse de El Vellón, tras atravesar Navalafuente.
El arroyo de Navacerrada, aunque no es muy conocido por quedar enteramente al sur del término municipal, es destacable por ser el arroyo más constante de Bustarviejo. Esto es gracias al semipantanoso Badén, que utiliza el arroyo a modo de desagüe. El arroyo de Navacerrada vierte sus aguas en el río Guadalix, muy cerca de la desembocadura del arroyo del Valle.

### Clima
Como en toda la Sierra, en Bustarviejo los inviernos son largos y muy fríos, aunque la subida de las temperaturas en Eurasia ha hecho que ya no sean tan duros como antiguamente. Los veranos son cortos y secos, con días no muy calurosos y noches frescas. Generalmente los veranos no se adaptan al calendario tradicional, comenzando sobre mediados de julio, y terminando a mediados de agosto.
La primavera, el otoño y, a veces, también el verano traen consigo grandes y espectaculares tormentas con gran aparato eléctrico.
Lo más característico del clima del municipio es el viento, que llega a alcanzar grandes velocidades y rompe los anemómetros, especialmente si viene del oeste. Si viene del este es muy frío y si es invierno provoca grandes heladas, mientras que si llega en verano produce gran cantidad de escarcha.
Los rigores del clima bustareño eran así descritos en el Diccionario Geográfico-Estadístico-Histórico de España y sus posesiones de ultramar de Pascual Madoz:

sit[uado] entre dos cerros, la combaten los vientos norte y oeste y su clima frío produce calenturas catarrales.

Según el ya mencionado Bustarviejo. Un pueblo de la Sierra Norte, la temperatura media en agosto es de 19 °C, y la de enero de 1 °C. También se han registrado máximas absolutas de 35 °C y mínimas absolutas de -20 °C. Cien días al año hay heladas. Las temperaturas medias son iguales o inferiores a 25 °C durante 60 días al año, y sueriores 30 días. El cielo está cubiero 48 días en invierno, 40 en primavera, ocho en verano y 34 en otoño.
Según los datos recogidos por la estación meteorológica de Bustarviejo, la precipitación media anual es de 942 litros por metro cuadrado. La precipitación media mensual más alta es la de noviembre (133 mm) y la más baja la de julio (17 mm). La media anual de días de lluvia es de 68, de los cuales, en 8 se superan los 30 litros por metro cuadrado. Por otra parte, se registran nevadas y ventiscas en invierno, de media, 15 episodios relevantes al año que se extienden y cubren el suelo por más días.

## Flora y fauna

### Flora

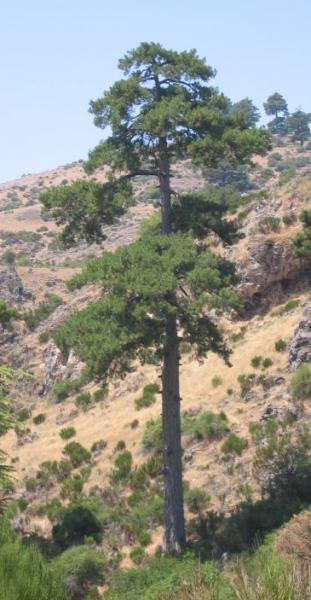
Pinus nigra

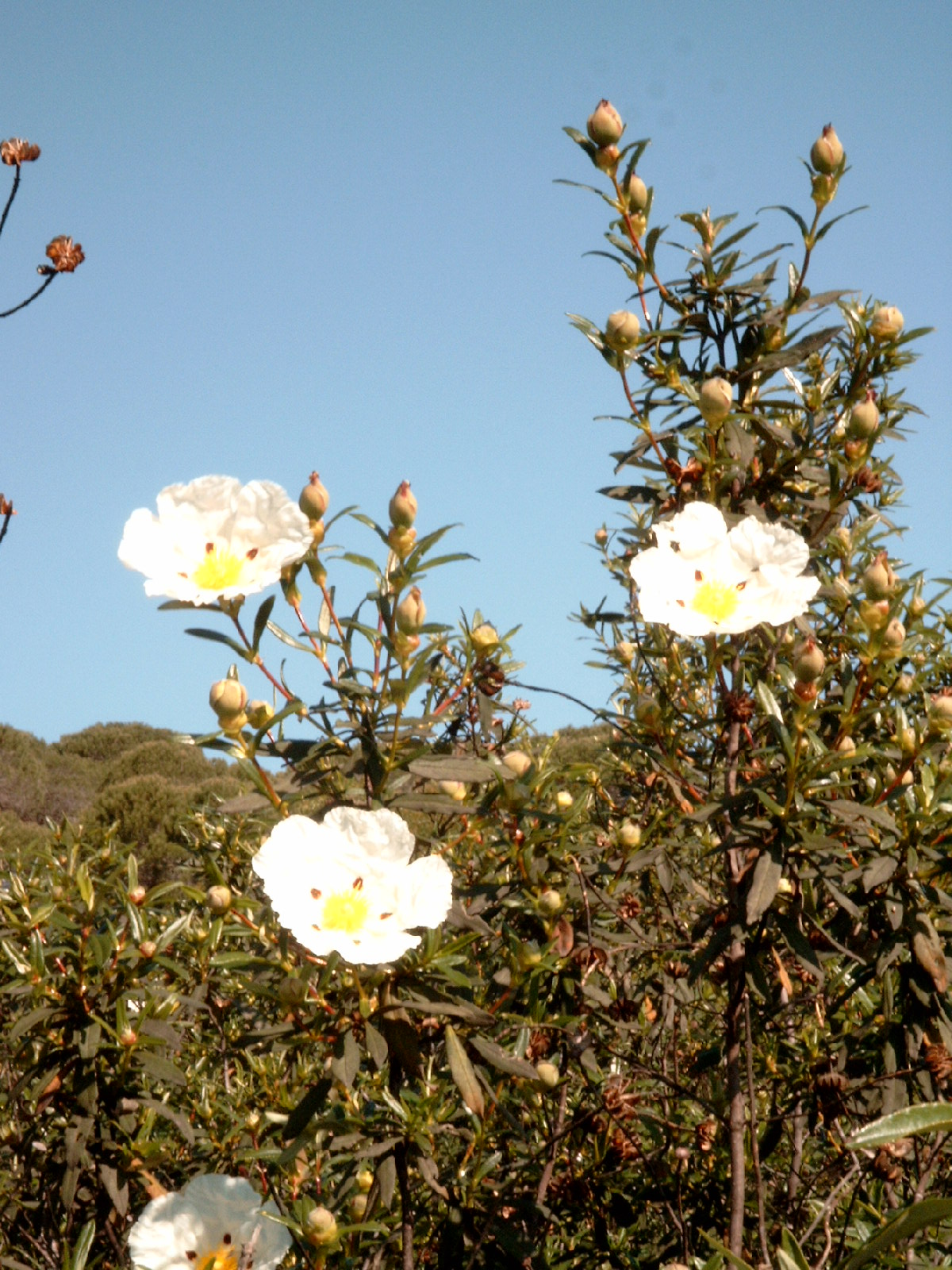
Cistus ladanifer

La especie arbórea más extendida es el pino, procedente de diversas repoblaciones habidas entre principios y mediados del siglo XX. Los pinos plantados pertenecen a tres especies distintas: Pinus sylvestris, Pinus nigra y Pinus pinaster. Las dos primeras se han adaptado muy bien y se extienden por las laderas, pero los pinos de la última especie no lo han conseguido y la mayor parte han muerto. El pinar más antiguo es el de la ladera de la Cabeza Arcón.
La especie autóctona más abundante es el rebollo (Quercus pyrenaica). Entre estos, también suelen crecer arces campestres (Acer monspessulanum), a los que en Bustarviejo se les llama «castañeteros».
En las orillas de los arroyos predominan los sauces (Salix alba), los fresnos (Fraxinus excelsior y Fraxinus angustifolia) y varios tipos de álamos o chopos (Populus nigra, Populus alba, etc.). Junto al arroyo del Valle también se pueden encontrar avellanos (Corylus avellana), abedules (Betula verrucosa), alisos (Alnus glutinosa) y alguna encina (Quercus ilex). Entre los árboles de las riberas se encuentran abundantemente las madreselvas (Lonicera periclymenum).
En las lindes de los campos es muy común ver saúcos (Sambucus nigra), aunque la especie por excelencia en las lindes es la zarza (Rubus ulmifolius), que produce las moras.
En la zona Este y Sudeste del término municipal, especialmente en el Macizo del Pendón, los árboles son prácticamente inexistentes. Por ello, las jaras (Cistus ladanifer y Cistus laurifolius) dominan el paisaje pedregoso.
Entre las distintas especies de matorrales que crecen en el municipio cabe destacar, además de la ya citada jara, el escaramujo (Rosa canina), cuyo fruto es el «tapaculos», el endrino (Prunus spinosa), el tomillo (Thymus vulgaris), el poleo (Mentha pulegium), la malva (Malva sylvestris), el romero (Salvia rosmarinus) o el torvisco (Daphne gnidium).

### Fauna

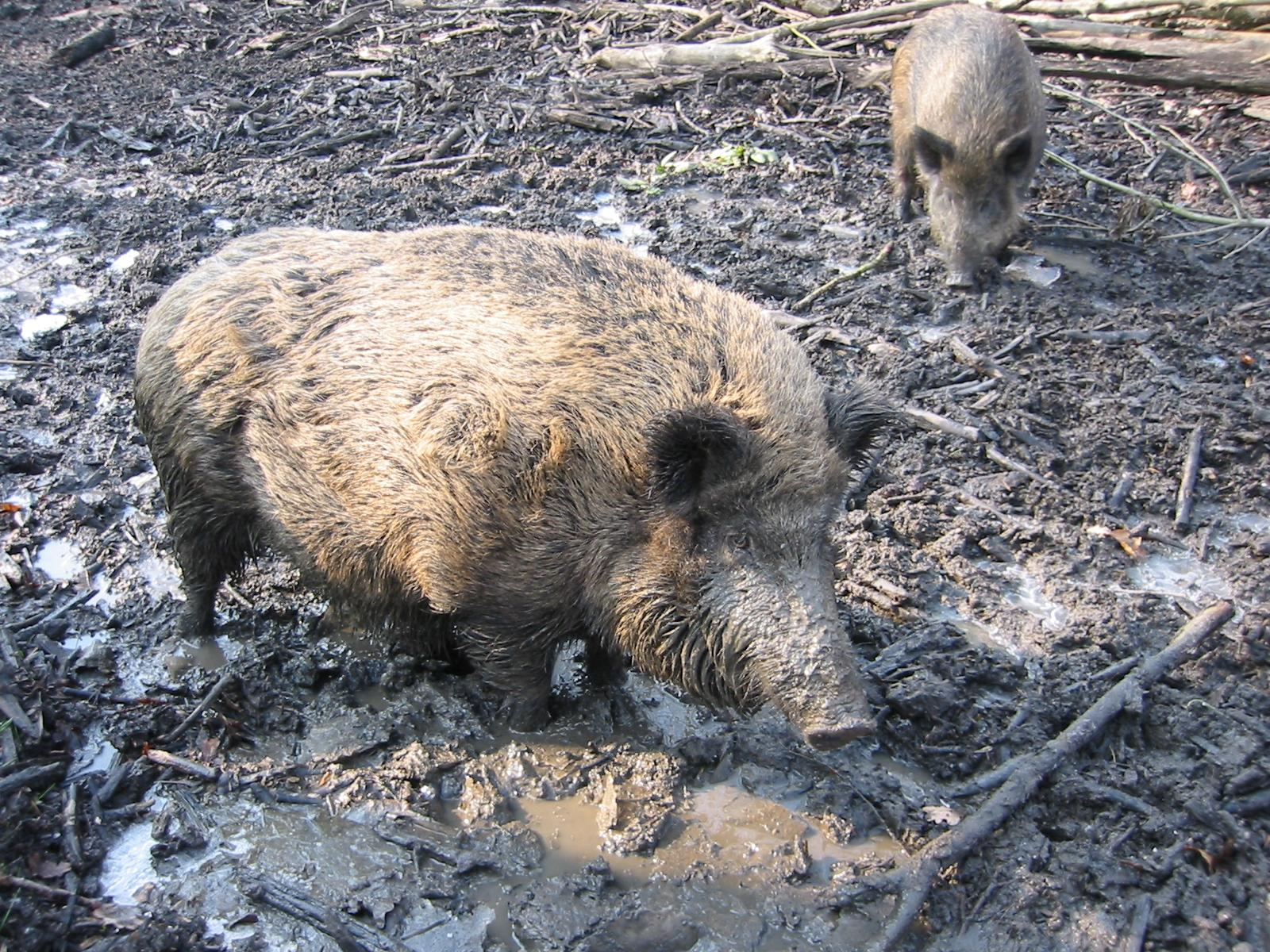
Jabalíes

La fauna de Bustarviejo es de las más completas de la Sierra Norte.
Mamíferos
Los mamíferos más abundantes son los jabalíes y los zorros. También se pueden encontrar conejos, liebres, tejones, ginetas, garduñas, comadrejas, corzos, ratones de campo, lirones, ratas de agua, topillos, ardillas, erizos, topos, musarañas y murciélagos. Antiguamente era común la presencia de lobos en las montañas que rodean el municipio. Hoy en día tan solo se producen avistamientos puntuales aunque se empieza a extender su presencia desde Somosierra, donde en junio de 2010 se confirmó de forma oficial su presencia estable, quedando en la actualidad establecidos en los puertos de Canencia y de la Morcuera, el primero de los cuales está en el término municipal de Bustarviejo.
Aves
Tres especies de águilas habitan en el término: las águilas reales, las culebreras y las calzadas. De ellas, las dos últimas son las más frecuentes. También son frecuentes los ratoneros comunes, los aguiluchos, los halcones, los alcotanes, los cernícalos, los gavilanes y los milanos.
Cuando cae la noche aparecen búhos, cárabos comunes y mochuelos.

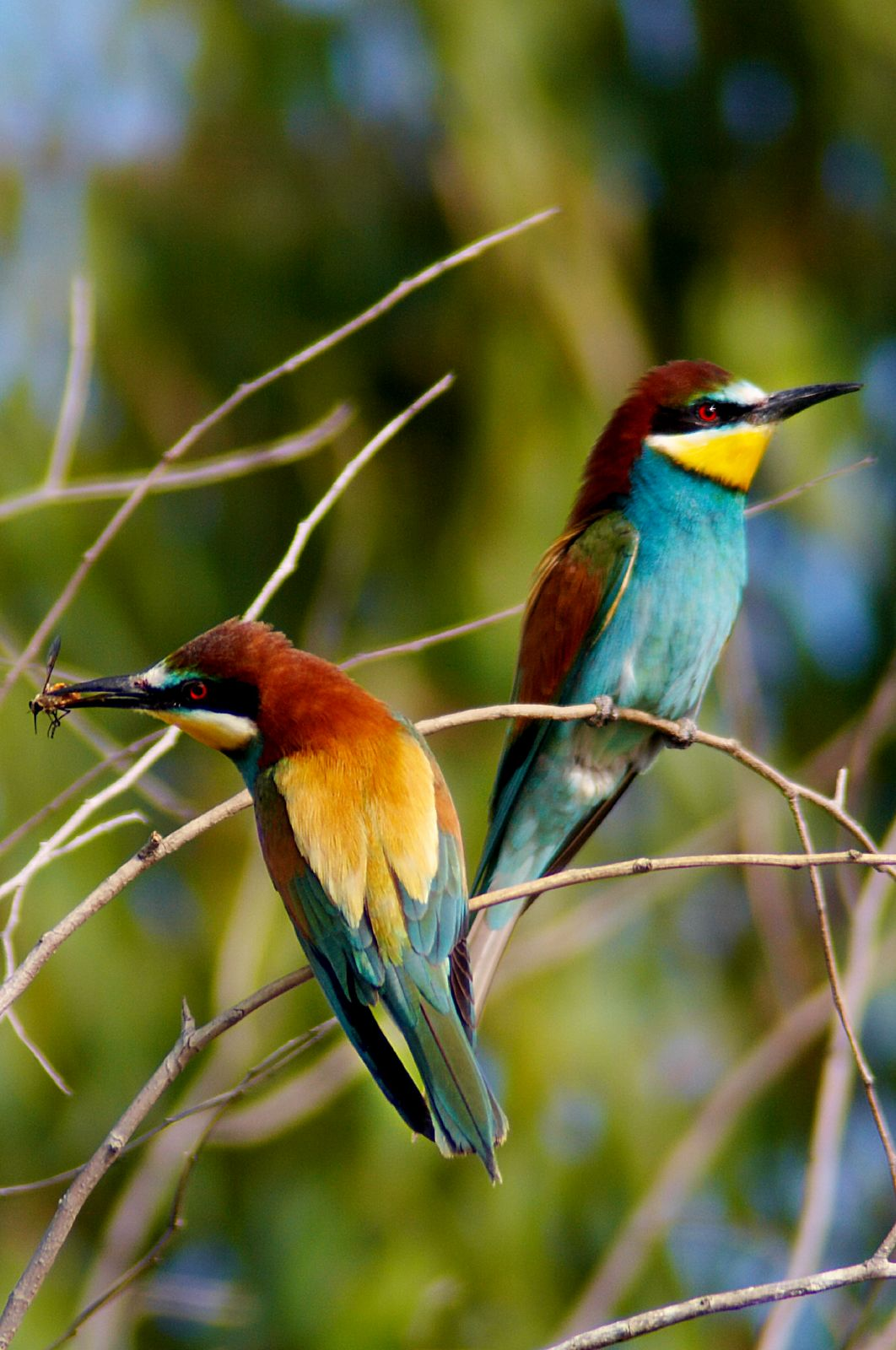
Abejarucos europeos

Entre las aves carroñeras destacan los buitres leonados. También hay cuervos, cornejas, chovas piquirojas, grajillas, urracas, rabilargos y arrendajos.
Las especies de caza disponibles en la zona son la perdiz roja, la codorniz y la paloma torcaz.
Entre las aves de vuelo rápido, se pueden encontrar vencejos, golondrinas, aviones y chotacabras.
En los pinares habitan, entre otros, pájaros carpinteros, torcecuellos, cuclillos, ruiseñores, carboneros, herrerillos, y pinzones.
También destaca la presencia de abejarucos, abubillas y oropéndolas por sus coloridos plumajes.
Entre los tejados de las casas habitan gorriones, mirlos comunes y alguna paloma. A veces, se deja de ver alguna que otra avefría. Pero, naturalmente, el ave más destacable entre las que viven en los tejados es la cigüeña y su nido en el campanario de la iglesia.
Anfibios
Aunque no hay muchas especies de anfibios, en Bustarviejo se pueden encontrar sapo común, ranitas de San Antonio, salamandras y algún gallipato.
Reptiles
Es frecuente encontrarse con algún lagarto ocelado o con alguno de los cuatro especies de lagartija que habitan la zona. También se pueden encontrar eslizones, luciones, culebrillas ciegas y salamanquesas. Además, existen seis especies de serpientes, entre ellas la víbora hocicuda.
Otros (invertebrados)
- Arácnidos: escorpiones y ocho especies de araña.
- Coleópteros:: más de trescientas especies.
- Ortópteros:: cuatro especies de saltamontes, mantis, grillo común, grillo real y, en raras ocasiones, langostas.
- Lepidópteros: más de cincuenta especies.
- Odonatos: seis especies de libélula y caballitos del diablo.
- Himenópteros: cuatro especies de hormiga, tres de abeja y ocho de avispa.
- Hemípteros: cinco especies de chinche de campo y tres de chiche acuática.
- Dípteros: seis especies de mosca y tábano.
- Moluscos: dos especies de caracol terrestre.
- Quilópodos: escolopendras.

## Historia

### Orígenes
El origen exacto de Bustarviejo es desconocido. Antonio Cantó afirma en El Turismo en la Provincia de Madrid (1928) que «es pueblo de la Reconquista, según sepulturas árabes allí encontradas», aunque no consta la existencia de tales sepulturas. En 1966 y utilizando como referencia el libro anterior, Federico Carlos Sainz de Robles publicó Crónica y Guía de la Provincia de Madrid, donde afirma que Bustarviejo es de la época de la conquista de las actuales tierras madrileñas (entonces parte de la Taifa de Toledo) por el rey Alfonso VI.
Tras la caída de Toledo en 1085 comenzó la repoblación de las nuevas tierras conquistadas. Sin embargo, la llegada de los almorávides y su avance en la Península retrasó esta tarea hasta que, finalmente, entre los siglos XII y XIII la Comunidad de Villa y Tierra de Segovia comenzó su expansión hacia los valles situados más allá de la sierra de Guadarrama mediante la fundación de nuevas poblaciones.
Las primeras casas de Bustarviejo se levantaron en la zona de Peñalaplaza, mientras que la iglesia quedó algo alejada, construida sobre un promontorio rocososo a cuyos pies discurren dos vías que coinciden en este tramo: la Cañada Real Segoviana y el Camino Real que une Buitrago del Lozoya con Manzanares el Real.
Los primeros documentos que hacen referencia al municipio son unas cartas fechadas el 15 de octubre de 1297, en las que se enumeran una serie de tierras que compartían los vecinos de Bustarviejo y de Canencia. También aparece de modo destacado en el Libro de la Montería de Alfonso XI (1350).

### Edad Media
En 1417 Juan II de Castilla organizó una expedición a la sierra de Guadarrama para buscar yacimientos minerales. Después de tres meses, sólo se habían encontrado unos pocos yacimientos, uno de ellos en Bustarviejo. En la zona hoy conocida como cuesta de la Plata se descubrió una mina de este material, que estuvo en explotación de forma más o menos continuada hasta finales del siglo XIX.
Entre los siglos XV y XVI, Bustarviejo mantuvo diferentes litigios con los pueblos de su entorno por la posesión de tierras debido, principalmente, a su especial situación geográfica. El territorio bustareño, parte del Sexmo de Lozoya y, por tanto, de la Comunidad de Villa y Tierra de Segovia se introducía a modo de cuña entre las tierras de dos grandes señores. Así, Bustarviejo limitaba en el noreste y este con las Tierras de Buitrago, pertenecientes a la poderosa familia Mendoza; en el sureste y sur con las Tierras de Uceda-Torrelaguna, señorío del no menos poderoso Arzobispo de Toledo; y en el suroeste con el Real del Manzanares, también propiedad de los Mendoza.
Además de conflictos fronterizos por las tierras, el hecho de que Bustarviejo fuera un pueblo de realengo rodeado de señoríos, unido a su «política fiscal» (el Concejo bustareño asumía el pago de parte de los impuestos de los habitantes del lugar gracias a las ganancias que producían los bienes comunales), le convertía en foco de inmigración desde las tierras vecinas. La población creció rápidamente y se decidió ampliar la iglesia (véase la sección Iglesia de la Purísima Concepción)
En 1443 la aldea de Porquerizas (actual Miraflores de la Sierra) quiso anexionarse parte del Val Fermoso (Valle Hermoso) de Bustarviejo. Porquerizas formaba parte del Real del Manzanares, por lo que Íñigo López de Mendoza, marqués de Santillana y conde del Real del Manzanares envió un representante para reunirse con los de Bustarviejo y Segovia para resolver la disputa. Finalmente, se reconoció a Bustarviejo la propiedad del valle, aunque los pastores de Porquerizas podrían dar de beber a sus rebaños en territorio bustareño. Así se firmó el 12 de octubre de 1443. La sentencia fue ratificada en 1482 por la reina Isabel I.
Entre 1484 y 1489 se llevó a cabo la restauración del acueducto de Segovia, que se encontraba gravemente desde que la ciudad fuera destruida en 1072 por el rey moro de Toledo. En 1487 los distintos concejos segovianos aportaron la parte que les correspondió para sufragar estas obras siendo de 13 202 maravedíes en el caso de Bustarviejo.

### Edad Moderna

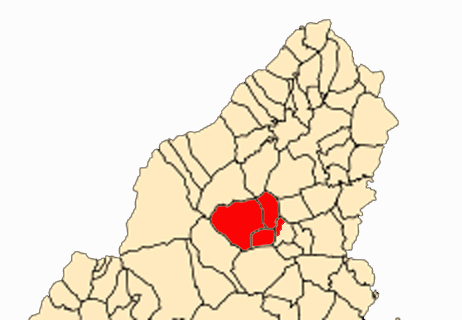
Territorio aproximado de Bustarviejo hasta 1577 (sobre las fronteras actuales)

En un pequeño valle al este del municipio, vecinos del lugar se asentaron y fundaron la aldea La Casa o Las Casas de Valdemanco (actual Valdemanco). Otros seis vecinos eligieron las tierras bajas del valle situado al sur del Pendón para asentarse y fundaron Navalafuente. En 1460 los vecinos de Navalafuente ya eran treinta y comenzaron a tener deseos de más autonomía. Por ello, se quejaron ante Segovia de abusos por parte de Bustarviejo, entre ellos la prohibición de sembrar para que la aldea no creciera. Las quejas y pleitos se sucedieron a lo largo del tiempo, logrando cada vez más autonomía (en 1510 consiguieron tener alcalde y juez).
Como ya se ha explicado, Bustarviejo y, por tanto, Segovia, limitaba con los señoríos del Arzobispo de Toledo. Ambos territorios tenían por frontera la Carrera Pública Toledana, que unía Toledo con Burgos. En la zona fronteriza con Bustarviejo se construyó junto a la carrera la aldea de Cabanillas o Cabañillas (actual Cabanillas de la Sierra). Los problemas llegaron cuando esta comenzó a extenderse por tierras de Segovia. Bustarviejo firmó una serie de convenios con Cabanillas en 1481, 1482, 1492 y 1495, pero todos fueron anulados por no haber sido aprobados por el Arzobispo. La situación se fue agravando, llegando a darse casos de secuestros de ganado e, incluso, de asesinatos. Segovia tuvo entonces que organizar patrullas de jinetes armados para defender su frontera.
Hasta 1527 Cabanillas fue extendiéndose ilegalmente «favoreciéndolos para ello don Fray Francisco Ximénez, Arzobispo que fue de Toledo, que además de ser suyas las dichas villas quedó por gobernador de estos reinos y tenía su naturaleza en la dicha villa de Torrelaguna». Como cuenta la crónica Francisco Jiménez de Cisneros era, además de arzobispo de Toledo, regente del reino y, por haber nacido en Torrelaguna y ser señor del territorio, favorecía a aquellas tierras en detrimento de Segovia y Bustarviejo.
En 1517, tras la muerte de Cisneros, Bustarviejo reemprendió las acciones legales contra Cabanillas. Finalmente, en 1577 una sentencia obligó a Bustarviejo a ceder El Carrascal y la Dehesilla de las Navas a Cabanillas. El resultado, fue discutido durante mucho tiempo por el pueblo y por Segovia, pero nunca se les dio la razón.
Entre 1558 y 1563 varios pleitos tuvieron como resultado la delimitación de las fronteras entre Canencia y Bustarviejo, que se completó en 1564 tras varios problemas con Canencia que se negaba a aceptar la decisión tomada por Segovia.
Durante el reinado de los Reyes Católicos, el Honrado Concejo de la Mesta aumentó considerablemente su poder, favorecido por los reyes. Con la llegada de la Casa de Austria la situación no cambió, así entre Carlos I y Felipe IV se dictaron 32 sentencias a favor de la Mesta. El 6 de diciembre de 1563 Bustarviejo fue acusado por Canencia de estrechar la Cañada Real Segoviana y de obligar a pagar un peaje por cruzar un puente que había construido sobre el Arroyo del Valle. La Mesta condenó al pueblo a pagarles 8000 maravedíes y otros 15 000 a Canencia. Bustarviejo recurrió ante la Real Cancillería de Valladolid, que le dio la razón y revocó la sentencia anterior el 3 de julio de 1587.
A finales del siglo XVI, según el Censo realizado en 1591, Bustarviejo (junto a sus anejos) había alcanzado los 370 vecinos (aproximadamente 1650 habitantes) y tenía tres curas.
El 24 de diciembre de 1626 se otorgaba a Bustarviejo posesión de la Exención perpetua de la Jurisdicción de Segovia «para sí y para sus anejos, civil y criminal». Para ello, Bustarviejo debía pagar 442 500 maravedíes con intereses del 8%. El primer pago fue de 231 718 maravedíes. A partir del 1 de enero de 1629, por cada día que pasase pagaría 453,50 maravedíes en intereses. El 23 de mayo de 1633 una Carta Real da por pagada la deuda. El 31 de diciembre de 1650 un Privilegio Real confirmó su independencia. Con ella, Bustarviejo alcanzó la categoría de «villa», y el derecho a construir una horca. La recién adquirida categoría obligaba a Bustarviejo a suministrar pan a la corte y leña al Real Alcázar. Esta gravosa obligación fue difícil de cumplir y, finalmente, el 6 de octubre de 1660 el rey Felipe IV eximió a Bustarviejo de llevar pan a la Corte, «por no tener de su cosecha» y «por estar el puerto por medio y haber muchas nieves».
En 1666 se descubrió un filón de oro en la Peña de las Grajas, aunque, al parecer, no fue ni muy grande ni muy provechoso. Sin embargo, la mina de plata descubierta en el siglo XV seguía en funcionamiento.
Desde que Bustarviejo se convirtió en villa, y sin la protección de Segovia, los deseos independentistas de Navalafuente eran cada vez más fuertes y cada vez actuaba con más autonomía. En 1734 Navalafuente apeló al rey para que le concediera el Privilegio de Exención de Villazgo. El 19 de enero del mismo año, y tras estudiar el caso, se concedió a Navalafuente la independencia.
El catastro del Marqués de la Ensenada (1752) da una descripción detallada de la villa a mediados del siglo XVIII, que es recogida por José Martín López en el ya citado Bustarviejo. Un pueblo de la Sierra Norte:

Bustarviejo, con Valdemanco, y ya sin Navalafuente, tenía una población de 365 vecinos [aproximadamente 1630 habitantes], habitando en 401 casas; de ellos 198 eran labradores propietarios, 66 jornaleros, 35 pastores, dos carboneros, 20 tejedores de lienzo, un tejedor de sayales, tres sastres, tres zapateros, tres carpinteros, tres herreros, tres curtidores, un cirujano, un maestro, un escribano, tres eclesiásticos, un mesonero, dos carniceros y dos taberneros. Había además 12 pobres de solemnidad [...] Se cultivaba centeno, trigo, garbanzos, lino, yerba, hortalizas y frutas, de las que detalla peras, manzanas, guindas y uva para hacer vino. El ganado era vacuno, caballar, mular, asnal, de cerda y piaras de cabras y ovejas, más 47 colmenas.

El 27 de marzo de 1770 se tomó la decisión de construir el actual ayuntamiento, ya que, según relata el acta, el anterior estaba en penosas condiciones:

Y del mismo modo se nota la falta de casa capitular en que Zelebrar los actos de Ayuntamiento elecciones y otros terminantes al beneficio Comun respecto que por lo antigua que es la Casa llamada del consejo se halla mui desfalcada y oy absolutamente inservible por la ocupacion de Carcel que se ha executado en ella lo otro por existir en ella la tabla de Carniceria con cuio motivo no se pueden Zelebrar en ella los actos de la maior Seriedad y Sigilo en el portal que tiene a la Calle a vista de Niños, Mugeres, extraños y quantos transitan añadiendose a la falta de Gobierno en los Papeles de la villa por falta de Archivo y pérdida que se ha seguido de Algunos en cuio remedio y acudiendo a el [Ilegible] mismo acuerdo dictamen y parecer nemine discrepante resolvieron Se solicite Lizencia para executar el repaso de dicha Dehesa Boyal y Construccion de Casa de Ayuntamiento mediante tener esta villa Motes suficientes y corta y hallarse absolutamente sin atraso ni empeño alguno y a fin de que no se siga gravamen alguno al Comun por lo que perteneciente a la Casa se haga un granero y Bodega para la reclusión de los Granos y vinos de Diezmo.
Siendo alcaldes ordinarios Manuel Pascual Martín y Andrés Pérez y regidores Joseph Vallejo Moreno y Joseph Martín Nieto.

En el censo de Floridablanca (1787) Bustarviejo aparece como «Villa de Realengo», regida por alcalde ordinario, que no tenía médico, ni maestro, ni comerciantes o artesanos. Además contaba, junto con Valdemanco, con 1470 habitantes; de los que 179 era propietarios y 264 jornaleros y criados. El Bustarviejo de aquel entonces es un municipio importante, con categoría de «Villa del Rey Nuestro Señor», rico y con una gran población.

### Edad Contemporánea
A principios del siglo XIX España es reorganizada en provincias en diversas ocasiones, aunque la mayoría de las veces las reformas quedan en proyecto. Por fin, la división territorial de 1833 deja a Bustarviejo dentro de la provincia de Madrid, separándose así para siempre de Segovia.
Una partida carlista pasó por el pueblo, aunque no se sabe con certeza, lo más probable es que fuera durante la primera guerra carlista. Al parecer, se llevaron a unos cuantos vecinos como rehenes para que les sirvieran de guías, y fusilaron a alguien delante de una fuente a la salida del pueblo. Aunque se tienen pocos datos sobre esa partida, la fuente del fusilamiento se conoce aún hoy como Fuente de los Muertos.
En 1840 llegó el turno de la independencia de Valdemanco. La Resolución de la Regencia del Reino sobre este asunto, fechada el 4 de diciembre de aquel año llegó a Bustarviejo poco después. El 4 de mayo de 1842 se reunieron los representantes de ambos Ayuntamientos para confirmar la independencia y fijar los límites de Valdemanco. Estos acuerdos serían recogidos posteriormente en un escrito hecho en Torrelaguna el 27 de diciembre:

Que la Regencia del Reino por Resolución de 4 de diciembre de 1840 se sirvió mandar en expediente instruido a soliciud del expresado Valdemanco reclamando su emnacipación de esta Villa, que en lo sucesivo formase su Ayuntamiento propio y se gobernase con independencia de Bustarviejo, cuya Real Resolución se comunicó al Excmo. señor Jefe Político de la Provincia por quien se hizo a la Excma. Diputación Provincial y ésta al Ayuntamiento Constitucional de esta Villa, nombrando enseguida una comisión que pusiere en práctica la emancipación y se crease en Valdemanco Ayuntamiento Constitucional con designación de términos

Según el Diccionario Geográfico-Estadístico-Histórico de España y sus posesiones de ultramar de Pascual Madoz, a finales de la década de 1840, Bustarviejo tenía 344 casas, ayuntamiento, cárcel y una iglesia parroquial. Además contaba con una escuela de instrucción primaria para niños, a la que asistían 74 alumnos a cargo de un maestro con una dotación de 2928 reales; también tenía una para niñas, cuya maestra tenía una dotación de 1464 reales. El Ayuntamiento estaba formado por un alcalde, un teniente de alcalde, seis regidores (concejales), un síndico y seis suplentes. Un dato que demuestra que, a pesar de haber perdido poder continuaba siendo un pueblo rico e importante, es la «riqueza imponible»: 437 771 reales. Esto significaba que Bustarviejo era el pueblo más rico de la Sierra Norte, superando a Torrelaguna (414 882 reales) o a Buitrago (311 921 reales).
La Revolución de 1868, que destronó a la reina Isabel II, repercutió de forma muy notable en Bustarviejo. En el municipio se creó una Junta de Gobierno Revolucionaria, que cesó al alcalde, a la corporación municipal y a la Guardia Rural. El 1 de enero de 1869 se eligió por sufragio universal el nuevo Ayuntamiento. El 21 de junio todos los funcionarios municipales, los regidores y el alcalde juraron la nueva constitución, con la siguiente fórmula:

«¿Juráis guardar y hacer guardar la Constitución Española promulgada el 6 de junio de este año? ¿Juráis haberos bien y fielmente en los deberes que como funcionario y como ciudadano tenéis contraídos mirando an todo el bien de la nación?»
«Sí, juro.»
«Si así lo hiciereis, Dios y la Patria os lo premien y si no os lo demanden, además de exigiros la responsabilidad con arreglo a las leyes.»

Entre finales del siglo XIX y principios del XX llegaron a la Sierra Norte de Madrid las Misiones Populares organizadas por la Congregación de la Misión, cuyos integrantes iban por pueblos y ciudades formando al clero y evangelizando a las gentes. En Bustarviejo estuvieron en 1898 y en 1912.
Entre 1934 y 1935 le tocó el turno a las Misiones Pedagógicas. El 30 de septiembre de 1934 el Coro y Teatro del Pueblo visitó Bustarviejo y Navalafuente. El 15 de mayo del año siguiente regresó al pueblo el Coro y Teatro del Pueblo coincidiendo con su tercer aniversario, por lo que Bustarviejo fue testigo del discurso del pedagogo Manuel Bartolomé Cossío en una de sus últimas apariciones, ya que fallecería el 1 de septiembre. Ese mismo año entre el 21 y el 24 de noviembre llegó al municipio una nueva Misión. En esta ocasión organizaron actividades musicales, proyecciones cinematográficas y un Retablo de fantoches.
En la década de 1920 se comenzaron a construir los primeros chalés, comenzando así a ser un pueblo de veraneo. Aunque la llegada de veraneantes fue lenta, ya que al comienzo de la Guerra Civil sólo había 12 chalés construidos.
Durante la Guerra (1936-1939) Bustarviejo se llenó de gentes que huían de la destrucción. Federico Elvira, el párroco del pueblo, al igual que en otros muchos lugares, fue fusilado al comienzo del conflicto bélico. Actualmente, una calle que rodea la iglesia lleva su nombre en su honor.
En la Posguerra llegó al pueblo una colonia penitenciaria de «redención de penas por el trabajo». Se construyó un campo de trabajo (conocido como Los Barracones) para alojar a los prisioneros de guerra, en el Caminillo de la Viña o Vereda de Navalafuente, cerca de la Dehesa Vieja, que actualmente se encuentra en ruinas. Cerca de 1000 presos fueron llevados entre 1944 y 1952 hasta allí para construir el tramo del Ferrocarril Madrid-Burgos que pasa por la zona. Para ello tuvieron que explanar el terreno, perforar túneles y construir el magnífico viaducto que pasa por encima de la carretera que une Bustarviejo y Cabanillas de la Sierra. Por cada día de trabajo a cada obrero se le descontaba otro de condena. Además, recibían cincuenta céntimos al día para sus gastos (el resto del salario, de un total de 14 pesetas diarias, se lo quedaba el Estado). Si estaba casado por la Iglesia, la mujer recibía dos pesetas al día y dos más por cada hijo menor de quince años.
El 30 de marzo de 2003 el alcalde de Bustarviejo Julio de Mateo, y los concejales del Partido Popular redactaron un manifiesto en contra de la Guerra de Irak que se convirtió en moción apoyada por todos los concejales del Ayuntamiento. A finales de abril del mismo año, De Mateo fue dado de baja en el Partido Popular. Según el alcalde fue expulsado por sus declaraciones, pero según declaraciones del partido, la causa fue la presentación de su candidatura por Independientes Populares de Bustarviejo (IPB), creado por de Mateo y seis concejales del PP. En las elecciones municipales del 25 de mayo del mismo año, Julio de Mateo fue reelegido como alcalde.
En 2004, aprovechando la salida de una concejal del IPB, la oposición presentó una moción contra el alcalde y le obligó a renunciar al sueldo. En octubre de 2010 su dimisión y Fernando Sánchez, asumío la alcaldía el 24 de octubre. Posteriormente, Sánchez declararía: «Cuando di el paso a alcalde me di cuenta de cosas que no me gustaban nada, entre ellas que teníamos cuatro sentencias por asumir y una deuda de más de 348 000 euros». En agosto de 2005 el Tribunal Supremo anuló las Normas Subsidiarias del Planeamiento Urbanístico de Bustarviejo de 1995. Tras esto, Sánchez dimitió el 12 de agosto. El día 18, De Mateo tuvo que volver a su puesto de alcalde por no poder encontrar a otro sustituto.
El 7 de marzo de 2006, De Mateo fue acusado falsamente por Ecologistas en Acción por un delito de malversación, prevaricación y abuso en el ejercicio de sus funciones, por permitir la construcción de 400 casas en una. El expediente había sido tramitado de forma impecable. El Pleno del Ayuntamiento y la Comunidad de Madrid. La acusación de los ecologistas fue archivada en diligencias previas por falsa, según consta en la auto de archivo. 
El 27 de mayo de 2007 se celebraron nuevas elecciones municipales. Julio de Mateo (que llevaba dieciséis años en el cargo) no se presentó, por lo que únicamente concurrían dos partidos: el PP y una coalición de PSOE-IU. La coalición de izquierdas ganó y José Manuel Fernández ocupó el cargo de alcalde. Era el primer gobierno de este signo político en Bustarviejo desde la Segunda República. Fernández se encontró con que el ayuntamiento acumulaba una deuda de unos 800 000 euros. Su primera acción fue renunciar al sueldo.
El Partido Popular ganó las elecciones del 22 de mayo de 2011, pero el PSOE e IU, que en aquella ocasión se presentaban por separado, volvieron a formar una coalición que les dio la alcaldía.

## Demografía
Cuenta con una población de 2829 habitantes (INE 2024).
| Gráfica de evolución demográfica de Bustarviejo entre 1842 y 2021                                                     |
| |
| Población de derecho según los censos de población del INE. Población de hecho según los censos de población del INE. |

## Transporte público
En transporte público se puede acceder mediante la siguiente línea de autobúsː
| Línea | Recorrido                                                                       |
| ----- | ------------------------------------------------------------------------------- |
| 725   | Madrid (Plaza de Castilla) - Miraflores de la Sierra - Bustarviejo - Valdemanco |

El ferrocarril directo Madrid-Burgos pasa por este municipio y, alejado del núcleo urbano se encuentra el apeadero de Bustarviejo - Valdemanco. Dicha línea no presta servicio ya que Renfe decidió cerrarla tras un derrumbamiento en el túnel de Somosierra.

## Patrimonio

### Casa consistorial

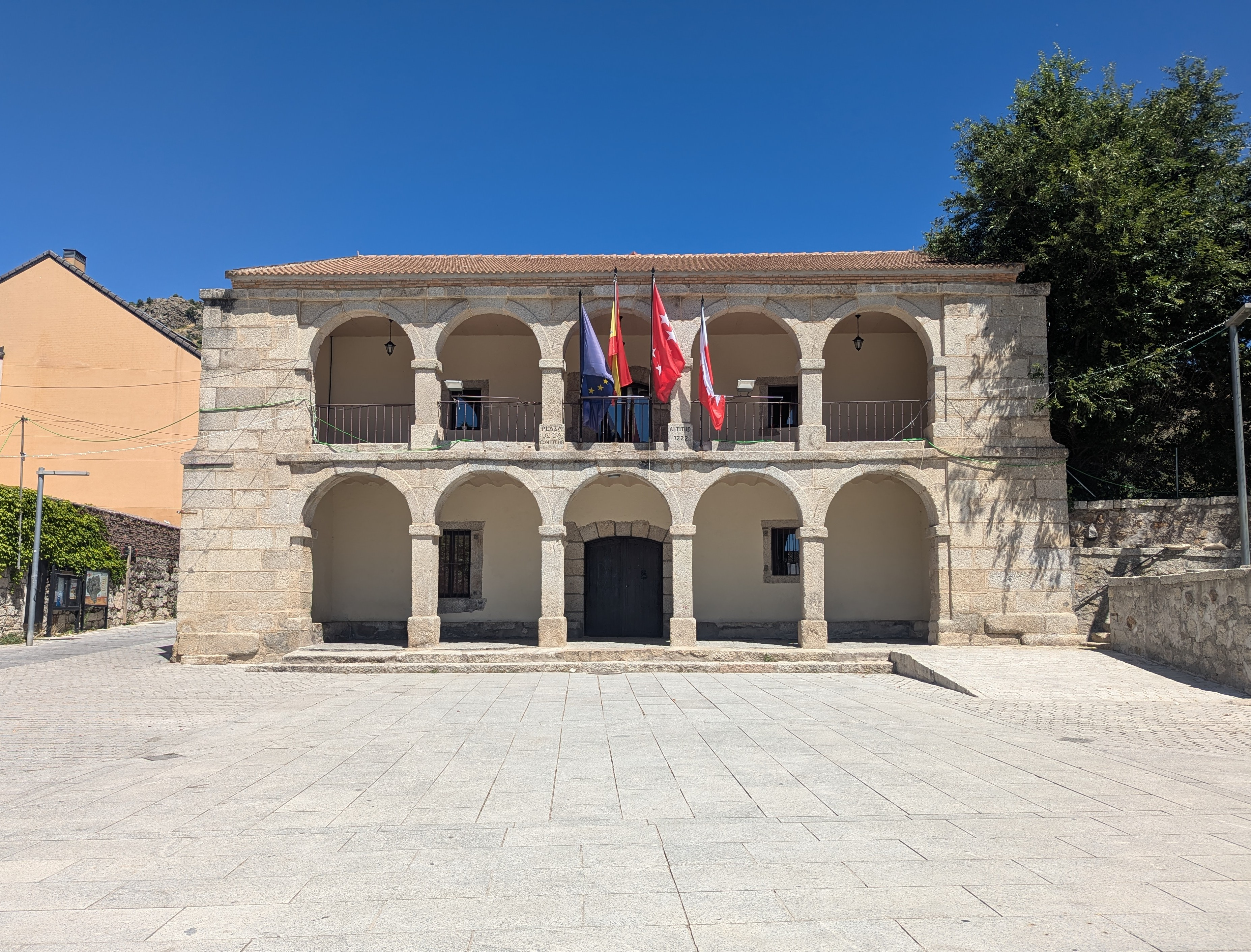
Casa consistorial

La casa consistorial de Bustarviejo se construyó en 1770, en sustitución del edificio antiguo, que se encontraba en un estado lamentable (véase el apartado Edad Moderna).
La planta baja es la que más usos ha tenido, sus habitaciones han servido de cuadra, granero, almacén de vino, sala de espera y de escuela. Para la escuela se utilizaba una pequeña habitación cuadrada de unos 5 metros de lado, en la que había una única y pequeña ventana que daba a la plaza de la Constitución. La escuela no fue trasladada a un edificio aparte hasta 1930.
En la planta de arriba siempre han estado las oficinas, excepto entre la década de los 70 y principios de los 90. En esta época el estado del edificio era muy deficiente y las oficinas se trasladaron al piso bajo.
El edificio no ha cambiado mucho desde el siglo XIX, tomando como referencia el plano realizado en 1879. Para épocas anteriores no hay referencias, aunque posiblemente si hubo reformas se llevarían a cabo en el tejado. De los cambios que se tienen constancia, los más significativos son la apertura y modificación de ventanas para dejar entrar más luz al interior del edificio.
Como ya se ha dicho más arriba, el estado del edificio en los 70 era muy deficiente. En 1978 se anunció una obra de restauración, que tras varios proyectos no llevados a la práctica, comenzó en 1989 y terminó en 1991.
La parte más destacada del edificio es su fachada principal, que da a la plaza de la Constitución. Su doble arcada, de gran regularidad y armonía, está formada por diez arcos de medio punto (cinco en la planta baja y cinco en la de arriba). Cada arco está formado por cinco piedras perfectamente cortadas y ajustadas. Los arcos se apoyan sobre pilares, que aunque parecen paralelepípedos, en realidad las bases superiores son unos cuatro centímetros más grandes que las inferiores. Esta pequeña diferencia, a pesar de ser imperceptible por el ojo humano, es la responsable de la gran armonía del conjunto.

### Torre de la Mina
La Torre de la Mina se encuentra ubicada cerca de la antigua mina, en la Cuesta de la Plata. La torre, en ruinas, es una construcción cilíndrica de mampostería a base de piedras y argamasa bastante sencilla, que se utilizaba como molino. En el exterior destaca la ventana que mira hacia el pueblo, la única visible durante la ascensión hacia la mina. En el interior todavía se encuentran los restos de una gran rueda tallada en cuarzo para triturar el mineral, aunque bastante deteriorados, ya que se encuentran expuestos a los elementos por no existir ya tejado alguno. También se pueden ver los huecos de las vigas que sujetaban los suelos de las dos plantas superiores y la escalera.
En 1983, por Real Decreto fue declarada Monumento Nacional Histórico-Artístico, junto con otras construcciones de la zona, como el castillo de Mirabel (en Manjirón) o las atalayas de El Berrueco, Venturada o Torrelaguna. El hecho de aparecer junto a varias construcciones defensivas, llevó a clasificar a la torre como una atalaya árabe más, pero, esto es muy probablemente erróneo. Fernando Sáez Lara indicó que la torre se habría construido tras comenzar la explotación de la mina y que «acaso sirviera como molino de viento para pulverizar el jaspe». En el libro "Bustarviejo. Un pueblo de la Sierra Norte" se confirma esta teoría. También se sabe que en 1660 un "Indio" (aunque la crónica se refiera así a la persona, lo más seguro es que se refiera a un indiano, que regresaba de América), trabajó en la mina de plata y comenzó la construcción del molino, aunque no se especifica claramente si se refiere a la Torre.

### Centro Cultural
El Centro Cultural, popularmente conocido como "Antiguas Escuelas" o "Escuelas Viejas" fue construido entre 1925 y 1930 y, entonces, era conocido como "Escuelas Nuevas", por sustituir a la antigua escuela (que se levantaba donde ahora se encuentra el Consultorio).
El edificio de dos plantas, hecho en piedra, es perfectamente simétrico en el exterior y, antiguamente, también lo era en el interior.
La construcción de la escuela formaba parte del plan de reforma de la educación de Eduardo Callejo de la Cuesta, ministro de Instrucción Pública y Bellas Artes durante la dictadura de Primo de Rivera. Durante su ministerio se crearon más de 6000 escuelas primarias, se construyeron 2400 nuevas, se pusieron en marcha 34 centros de educación secundaria, se fijaron textos únicos para todas las asignaturas de bachiller, se dio libertad pedagógica a las Universidades, se crearon nuevos Colegios Mayores, se prohibió la exportación de obras y objetos artísticos y se restauraron decenas de monumentos. El Estado se ocupó de comprar el material escolar y el mobiliario y de repartirlo entre las escuelas. Posteriormente, ya durante la República, las Misiones Pedagógicas reforzaron aún más los medios de la escuela.
En un principio contaba con dos únicas aulas situadas en la planta superior. Las aulas eran totalmente independientes una de la otra, e incluso, tenían dos escaleras diferentes para el acceso. Esto servía para separar a los niños y a las niñas, según las costumbres de la época. La planta baja estaba abierta por una serie de arcos y se utilizaba en los recreos cuando llovía. Hacia 1945 se cerró esta planta para construir dos aulas más.
En 1981 la escuela se trasladó a un nuevo edificio situado en la carretera de Valdemanco. Las aulas de la planta de abajo recibieron desde entonces diversos usos: pub, gimnasio, aula de informática... Actualmente se usan de salas de exposiciones. Desde 1983 en la planta de arriba se encuentra la biblioteca. En principio sólo se habilitó una de las aulas, pero tras la restauración del edificio entre 1991 y 1993, la biblioteca pasó a ocupar toda la planta.

### Ermita de Nuestra Señora de la Soledad

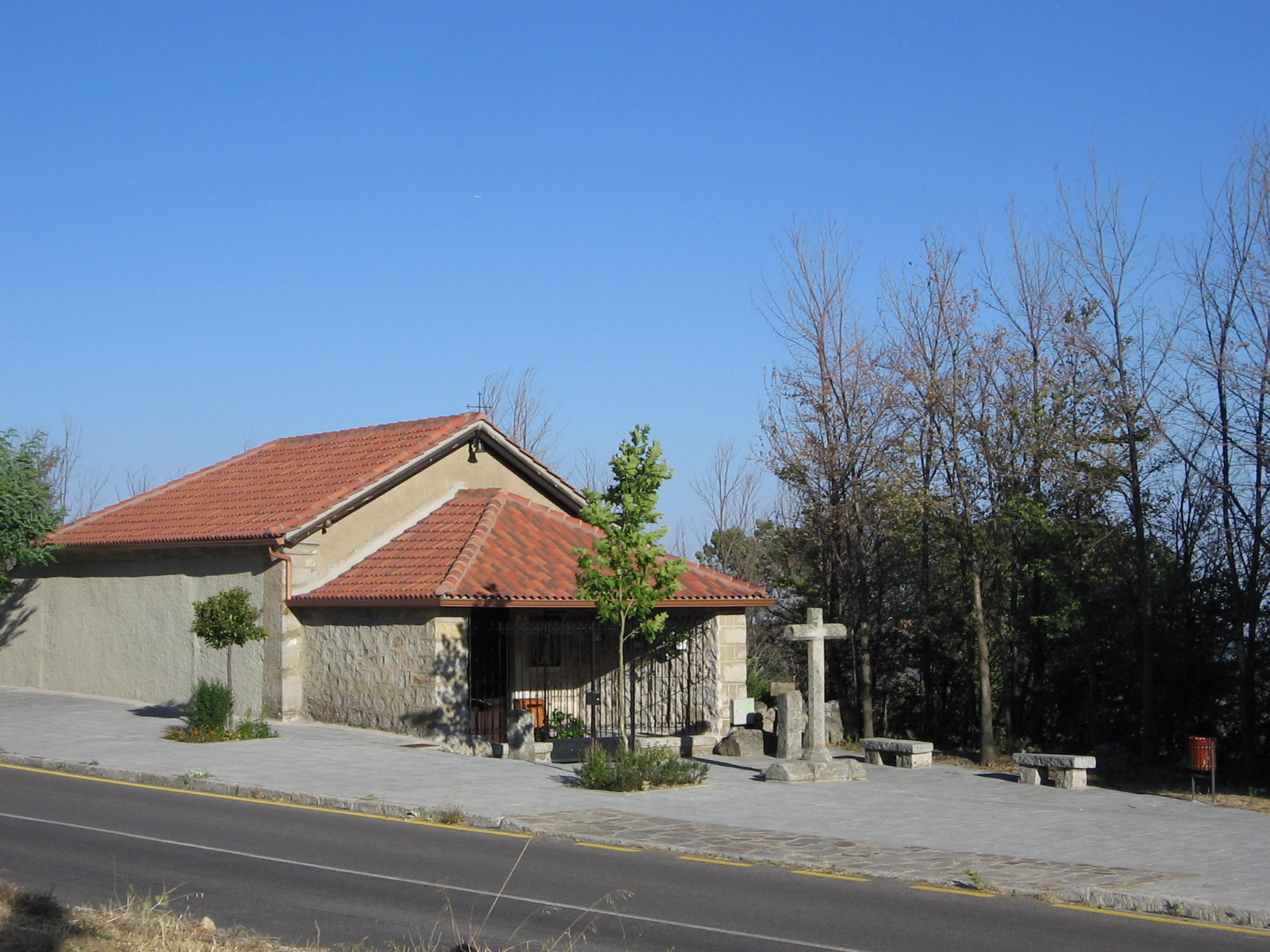
Ermita de Nuestra Señora de la Soledad

Por los documentos antiguos del municipio, especialmente los testamentos, se sabe que en Bustarviejo se levantaban varias ermitas. En la actualidad únicamente quedan dos en pie, la de Nuestra Señora de la Soledad y la del Santísimo Cristo de la Peña. Aparte también se conserva parte de la de San Andrés en el cementerio y los cimientos de la de Nuestra Señora del Consuelo, en la finca El Ejido.
La ermita de la Soledad (simplificación popular) es una construcción rústica y sencilla situada a las afueras del pueblo, en la carretera de Valdemanco. Delante de ella se levanta una cruz de piedra de los años 1940, aunque apoyada sobre una base mucho más antigua. También hay dos grandes y piedras que formaban parte del antiguo viacrucis en las que se pueden leer unas inscripciones del mismo estilo que las que se encuentran en la ermita del Cristo. En ellas se dice: «Aquí desnudaron al Señor» y «Aquí clavaron al Señor en la cruz».
Debido a la sobriedad del edificio, los elementos decorativos escasean, destacando únicamente la pequeña cruz de hierro que remata el tejado y la reja que cierra el atrio de entrada. El interior, de planta rectangular, es aún más sencillo. Adosada a la fachada Este se construyó una pequeña sacristía.

### Ermita del Santísimo Cristo de la Peña
La ermita del Cristo (simplificación popular), en la entrada del pueblo por la carretera de Valdemanco, es una construcción única en la zona, ya que es la única ermita labrada en la piedra. Aunque, lo más seguro, es que ya existiera una gruta natural, el interior fue agrandado y alisado. La entrada está formada por un dintel y unas jambas de piedra, en las que de pueden leer una serie de inscripciones grabadas, además, sobre la entrada se colocaron unas lanchas a modo de toldo o visera.
En el dintel puede leerse, con más o menos dificultad: «HiZO eSfA ObRA frCO BZA ACΛbOSe AñO 1625» (Hizo esta obra Francisco Baonza acabose año 1625); y en la jamba derecha: «Aq ΛLÇARŌ ē ΛLtO LΛ + i LΛ PUCieROn ē UnΛ PñΛ» (Aquí alzaron en alto la cruz y la pusieron en una peña).
Por los planos realizados en 1879 por el Instituto Geográfico y Estadístico, se sabe que la peña era más grande que en la actualidad. En algún momento entre esa fecha y 1928 (cuando se construyó un pajar), la peña fue cortada, aprovechando una grieta.
Hasta mediados del siglo XX (y por lo menos desde principios del mismo siglo), la ermita estaba vacía y abandonada y servía de refugio para vagabundos. Hacia 1964 el párroco comenzó su rehabilitación: se colocó una reja en la entrada, en el exterior se plantaron dos cipreses, hiedra y otras plantas. El interior fue limpiado, se hicieron pequeños retoques y se horadaron unas pequeñas hornacinas para colocar imágenes de santos. A la ermita también llegó la electricidad.
Sobre la peña hay una cruz, en la que comienza el vía crucis y que termina enfrente de la otra ermita que sobrevive, la de la Soledad.

### El Valle Hermoso

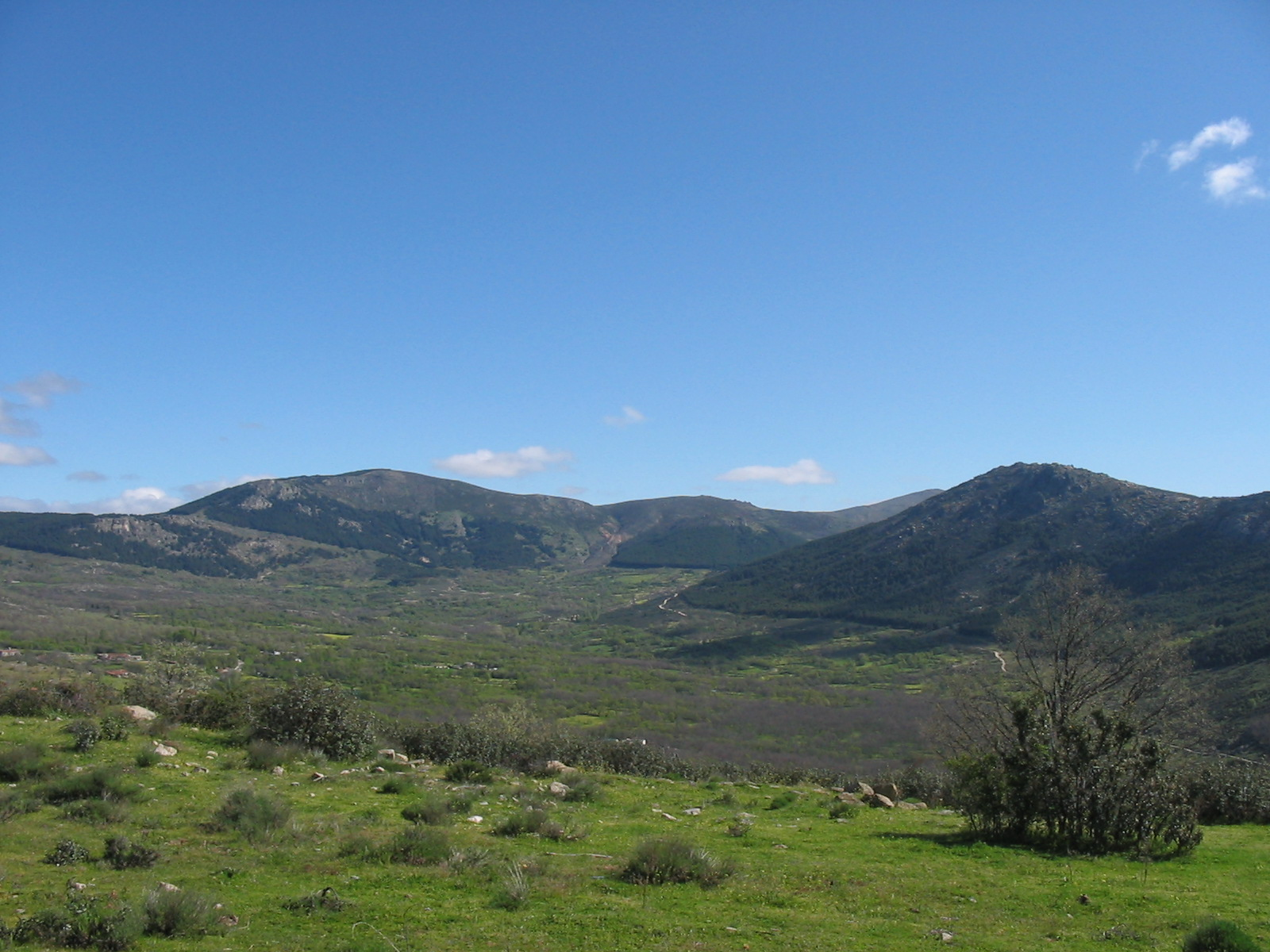
El Valle visto desde Miraflores de la Sierra

### Iglesia de la Purísima Concepción

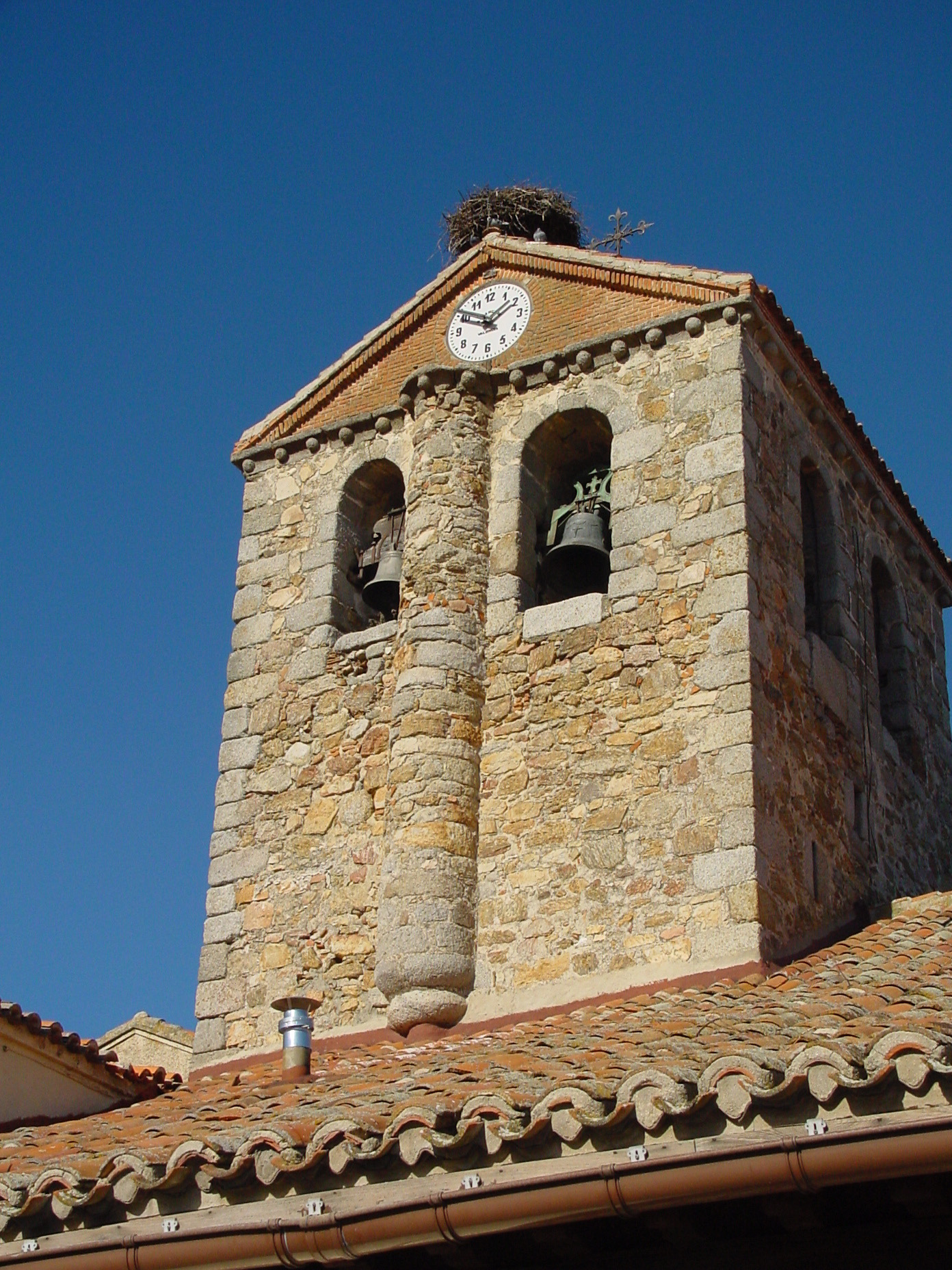
Torre del campanario en el estado anterior a la restauración llevada a cabo entre 2006 y 2009

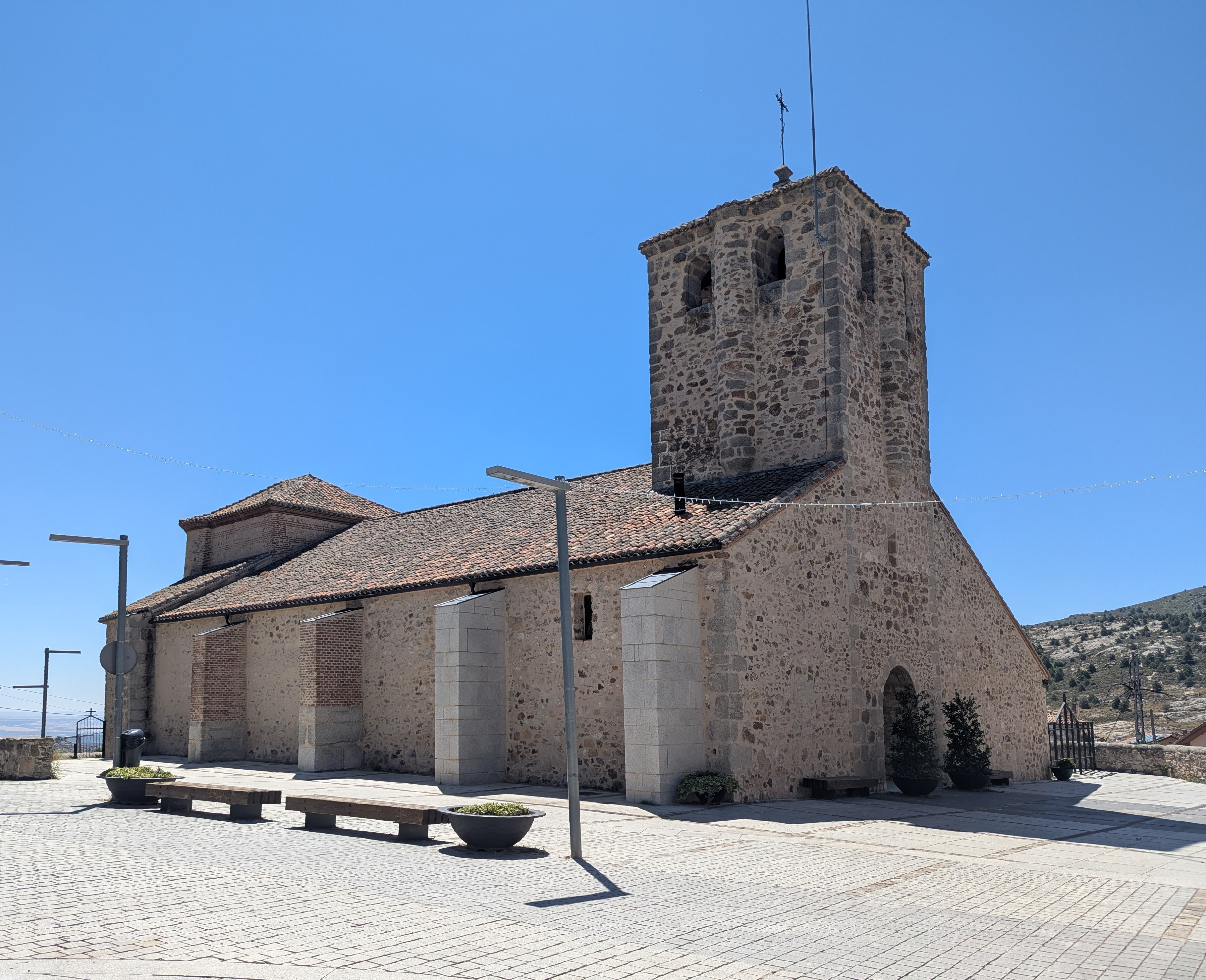
Vista de la iglesia desde la plaza de la Constitución. Destacan los cinco contrafuertes de la fachada norte: a la izquierda el medieval (tras una farola), en el centro los dos decimonónicos y a la derecha los dos modernos

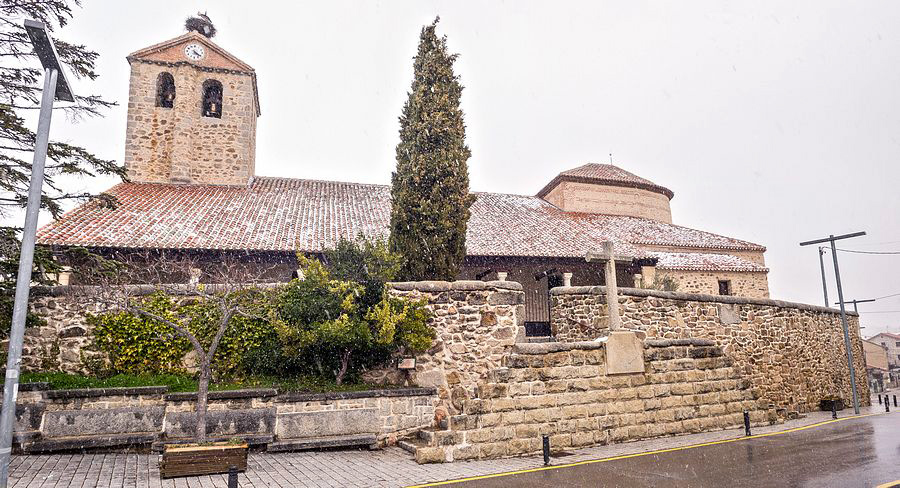
Iglesia de la Purísima Concepción de Bustarviejo

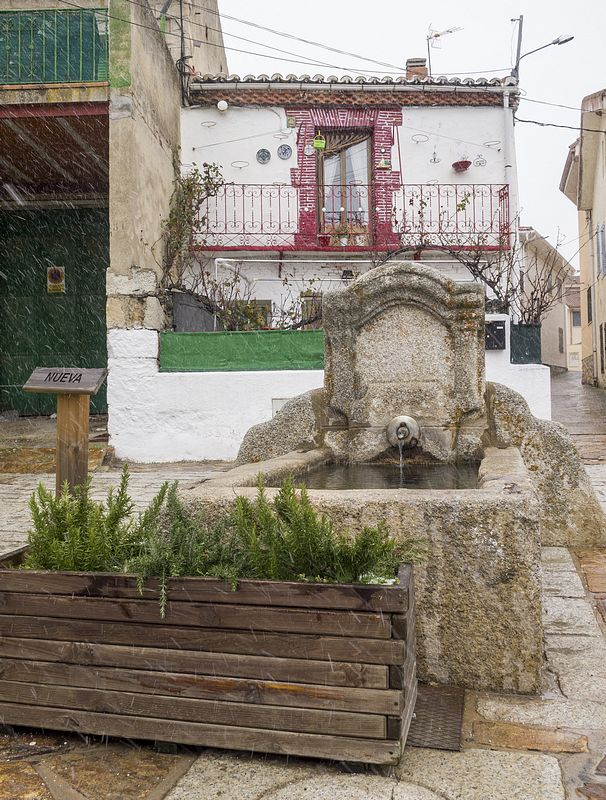
Fuente nueva

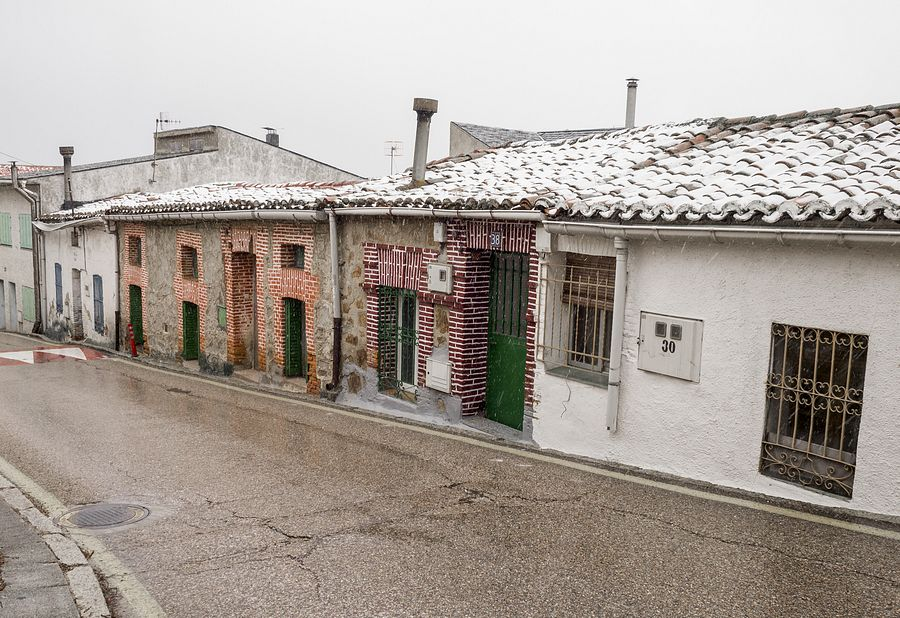
Arquitectura típica

La iglesia es el edificio más antiguo de Bustarviejo, construida sobre un promontorio rocoso en el lugar en el que se levantaba la primitiva iglesia que, a su vez, ocupaba el espacio de otro templo anterior.
Aunque tradicionalmente se consideró la torre del campanario como la parte más antigua del edificio, datándola a finales del siglo XV, la restauración integral llevada a cabo entre 2006 y 2009 cambió por completo esta idea. La torre habría adquirido un aspecto similar al actual entre finales del siglo XV y principios del XVI, pero los elementos iniciales de la misma fueron construidos a mediados del siglo XIV. En cuanto a las partes más antiguas del edificio, los trabajos descubrieron que una pequeña zona del muro norte y el interior del ábside formaban parte de la iglesia primitiva.
La historia de la iglesia de la Purísima Concepción es la del propio Bustarviejo, pues los cambios que sufría el pueblo repercutían de una manera u otra en su iglesia.
En la evolución de la iglesia se distinguen varias fases. En primer lugar se construyó un templo del que únicamente se conocen los cimientos de dos muros encontrados durante la restauración integral y que estaría relacionado con una necrópolis rupestre medieval situada bajo el edificio actual y descubierta en las mismas obras. Esta primera iglesia se levantaba en la zona nororiental de la actual y probablemente dispondría de una única nave, quedando el cementerio en el exterior.
Posteriormente, aunque también dentro del período medieval, el templo primitivo fue sustituido por uno nuevo del que, como ya se ha dicho, sobreviven el ábside, parte del muro septentrional y los elementos iniciales. Aquella segunda iglesia contaba con, al menos, dos naves de dimensiones desconocidas, extendiéndose los muros de su ábside más hacia el oeste que los del actual. De este período destacan las pinturas murales (mediados del siglo XIV), cuyos restos se encontraron en la citada restauración integral. De la misma época (o una muy cercana) que las pinturas, data el comienzo de la construcción del campanario que, inicialmente, adoptó la configuración de torre exenta.
Cierto tiempo después, el edificio fue ampliado hacia el norte. Probablemente es durante esta fase cuando la torre adquiere un aspecto similar al que presenta en la actualidad. La decoración de su cornisa mediante una serie de bolas de granito, también puede encontrarse en otras iglesias de la zona (Manzanares el Real, Colmenar Viejo, San Agustín del Guadalix, Miraflores de la Sierra...), permitiendo su datación entre finales del siglo XV y principios del siglo XVI.
En el siglo XVI la iglesia sería nuevamente ampliada hasta en dos ocasiones. En la primera fueron demolidos parte de los muros y se levantaron las dos naves laterales. En la segunda intervención, el templo es ampliado hacia el oeste, quedando desde entonces la torre integrada en el edificio.
En 1600 comenzó la construcción del atrio, acabándose en 1617. A mediados del siglo XVII se llevó a cabo una pequeña ampliación de la nave de la Epístola hacia el este y se reforzó el ábside.
Desde mediados del siglo XVII hasta mediados del siglo XIX, la iglesia sería intervenida en distintas ocasiones. De este período data la construcción del arco triunfal que separa la nave central del Presbiterio, del que destacan sus extraños apoyos: el sur es un grueso pilar formado por los apoyos de varios arcos, mientras que el norte es una columna de pequeña altura en relación con su volumen. Se trata de la única columna de estas características presente en el edificio, ya que el resto de los apoyos son pilares más o menos regulares.
En 1854 se redactó un informe en el que se urgía a reparar la iglesia, pues partes del templo se hallaban «desplomadas» y otras en «estado ruinoso». En 1855 se redactó un nuevo informe más detallado, que incluía una serie de planos y destacaba el «estado deplorable de conservación» que presentaba el edificio.